# Liste des matchs de l'équipe de Tunisie de football par adversaire
Cette liste présente les matchs de l'équipe de Tunisie de football par adversaire rencontré. Lorsqu'une rivalité footballistique particulière existe entre la Tunisie et un autre pays, une page spécifique est parfois proposée.
Dernière mise à jour :  Burkina Faso -  Tunisie (2 juin 2025)
- Haut – A
- B
- C
- D
- E
- F
- G
- H
- I
- J
- K
- L
- M
- N
- O
- P
- Q
- R
- S
- T
- U
- V
- W
- X
- Y
- Z

## A

### Afrique du Sud
Voici la liste des confrontations en matchs officiels entre l'équipe d'Afrique du Sud de football et l'équipe de Tunisie de football :
| Date            | Lieu                           | Match                    | Score                | Compétition                       |
| --------------- | ------------------------------ | ------------------------ | -------------------- | --------------------------------- |
| 3 février 1996  | Johannesbourg (Afrique du Sud) | Afrique du Sud - Tunisie | 2-0                  | CAN 1996 (finale)                 |
| 11 février 2000 | Accra (Ghana)                  | Afrique du Sud - Tunisie | 2-2 (t. a. b. : 4-3) | CAN 2000 (match pour la 3e place) |
| 26 janvier 2006 | Alexandrie (Égypte)            | Tunisie - Afrique du Sud | 2-0                  | CAN 2006 (groupe C)               |
| 27 janvier 2008 | Tamale (Ghana)                 | Tunisie - Afrique du Sud | 3-1                  | CAN 2008 (groupe D)               |
| 24 janvier 2024 | Korhogo (Côte d'Ivoire)        | Afrique du Sud - Tunisie | 0-0                  | CAN 2024 (groupe E)               |

Bilan
- Total de matchs disputés : 5
- Victoires de l'Afrique du Sud : 2
- Victoires de la Tunisie : 2
- Matchs nuls : 1

### Albanie
Voici la liste des confrontations entre l'équipe d'Albanie de football et l'équipe de Tunisie de football :
| Date         | Lieu             | Match             | Score | Compétition  |
| ------------ | ---------------- | ----------------- | ----- | ------------ |
| 28 juin 2009 | Pescara (Italie) | Tunisie - Albanie | 2-1   | Match amical |

Bilan
- Total de matchs disputés : 1
- Victoires de l'Albanie : 0
- Victoires de la Tunisie : 1
- Matchs nuls : 0

### Algérie
Voici la liste des confrontations entre l'équipe d'Algérie de football et l'équipe de Tunisie de football :
| Date              | Lieu                        | Match             | Score | Compétition                                   |
| ----------------- | --------------------------- | ----------------- | ----- | --------------------------------------------- |
| 15 décembre 1963  | Tunis (Tunisie)             | Tunisie - Algérie | 0-0   | Match amical                                  |
| 28 décembre 1964  | Alger (Algérie)             | Algérie - Tunisie | 1-0   | Qualifications aux Jeux africains             |
| 14 avril 1965     | Tunis (Tunisie)             | Tunisie - Algérie | 0-0   | Qualifications aux Jeux africains             |
| 17 novembre 1968  | Alger (Algérie)             | Algérie - Tunisie | 1-2   | Éliminatoires de la coupe du monde 1970       |
| 29 décembre 1968  | Radès (Tunisie)             | Tunisie - Algérie | 0-0   | Éliminatoires de la coupe du monde 1970       |
| 16 novembre 1972  | Tunis (Tunisie)             | Tunisie - Algérie | 1-2   | Match amical                                  |
| 11 mai 1974       | Alger (Algérie)             | Algérie - Tunisie | 1-2   | Match amical                                  |
| 2 octobre 1974    | Damas (Syrie)               | Algérie - Tunisie | 0-1   | Tournoi de Kuneitra (premier tour)            |
| 25 mars 1975      | Tunis (Tunisie)             | Tunisie - Algérie | 1-1   | Éliminatoires de la CAN 1976                  |
| 6 mai 1975        | Oran (Algérie)              | Algérie - Tunisie | 1-2   | Éliminatoires de la CAN 1976                  |
| 11 mai 1975       | Radès (Algérie)             | Algérie - Tunisie | 1-1   | Qualifications aux Jeux olympiques d'été 1976 |
| 1er juin 1975     | Alger (Tunisie)             | Tunisie - Algérie | 2-1   | Qualifications aux Jeux olympiques d'été 1976 |
| 4 septembre 1975  | Alger (Algérie)             | Algérie - Tunisie | 2-1   | Jeux méditerranéens 1975 (demi-finale)        |
| 6 février 1977    | Tunis (Tunisie)             | Tunisie - Algérie | 2-0   | Éliminatoires de la coupe du monde 1978       |
| 28 février 1977   | Tunis (Algérie)             | Algérie - Tunisie | 1-1   | Éliminatoires de la coupe du monde 1978       |
| 23 septembre 1979 | Split (Yougoslavie)         | Algérie - Tunisie | 1-1   | Jeux méditerranéens 1979 (premier tour)       |
| 7 février 1982    | Tunis (Tunisie)             | Tunisie - Algérie | 0-1   | Match amical                                  |
| 19 décembre 1982  | Tunis (Tunisie)             | Tunisie - Algérie | 0-1   | Match amical                                  |
| 11 septembre 1983 | Casablanca (Maroc)          | Algérie - Tunisie | 2-3   | Jeux méditerranéens 1983 (premier tour)       |
| 30 décembre 1984  | Abidjan (Côte d'Ivoire)     | Algérie - Tunisie | 3-1   | Tournoi d'Abidjan                             |
| 1er mai 1985      | Radès (Tunisie)             | Tunisie - Algérie | 1-0   | Match amical                                  |
| 6 octobre 1985    | Radès (Tunisie)             | Tunisie - Algérie | 1-4   | Éliminatoires de la coupe du monde 1986       |
| 18 octobre 1985   | Alger (Algérie)             | Algérie - Tunisie | 3-0   | Éliminatoires de la coupe du monde 1986       |
| 11 janvier 1987   | Radès (Tunisie)             | Tunisie - Algérie | 0-2   | Qualifications aux Jeux africains             |
| 27 mars 1987      | Alger (Algérie)             | Algérie - Tunisie | 1-0   | Éliminatoires de la CAN 1988                  |
| 12 avril 1987     | Radès (Tunisie)             | Tunisie - Algérie | 1-1   | Éliminatoires de la CAN 1988                  |
| 11 décembre 1987  | Alger (Algérie)             | Algérie - Tunisie | 0-0   | Tournoi d'Afrique du Nord                     |
| 5 novembre 1988   | Radès (Tunisie)             | Tunisie - Algérie | 0-0   | Match amical                                  |
| 4 avril 1989      | Alger (Algérie)             | Algérie - Tunisie | 2-0   | Match amical                                  |
| 1er novembre 1989 | Radès (Tunisie)             | Tunisie - Algérie | 0-0   | Match amical                                  |
| 5 mars 1991       | Annaba (Algérie)            | Algérie - Tunisie | 2-1   | Match amical                                  |
| 7 avril 1991      | Radès (Tunisie)             | Tunisie - Algérie | 0-0   | Match amical                                  |
| 23 septembre 1992 | Radès (Tunisie)             | Tunisie - Algérie | 1-1   | Match amical                                  |
| 16 décembre 1994  | Sfax (Tunisie)              | Tunisie - Algérie | 1-0   | Match amical                                  |
| 22 juillet 1995   | Alger (Algérie)             | Algérie - Tunisie | 2-1   | Match amical                                  |
| 5 novembre 1995   | Radès (Tunisie)             | Tunisie - Algérie | 2-0   | Tournoi du 7-Novembre                         |
| 4 janvier 1997    | Sfax (Tunisie)              | Tunisie - Algérie | 0-0   | Match amical                                  |
| 31 mai 1997       | Radès (Tunisie)             | Tunisie - Algérie | 0-1   | Match amical                                  |
| 22 janvier 1999   | Alger (Algérie)             | Algérie - Tunisie | 0-1   | Éliminatoires de la CAN 2000                  |
| 6 juin 1999       | Radès (Tunisie)             | Tunisie - Algérie | 2-0   | Éliminatoires de la CAN 2000                  |
| 28 juin 2000      | Tunis (Tunisie)             | Tunisie - Algérie | 2-2   | Match amical                                  |
| 12 novembre 2011  | Blida (Algérie)             | Algérie - Tunisie | 1-0   | Match amical                                  |
| 22 janvier 2013   | Rustenburg (Afrique du Sud) | Tunisie - Algérie | 1-0   | CAN 2013                                      |
| 19 janvier 2017   | Franceville (Gabon)         | Tunisie - Algérie | 2-1   | CAN 2017                                      |
| 29 mars 2019      | Blida (Algérie)             | Algérie - Tunisie | 1-0   | Match amical                                  |
| 11 juin 2021      | Radès (Tunisie)             | Tunisie - Algérie | 0-2   | Match amical                                  |
| 18 décembre 2021  | Al-Khor (Qatar)             | Tunisie - Algérie | 0-2   | Coupe arabe de la FIFA 2021 (finale)          |
| 20 juin 2023      | Annaba (Algérie)            | Algérie - Tunisie | 1-1   | Match amical                                  |

Bilan
- Total de matchs disputés : 48
- Victoires de l'Algérie : 18
- Victoires de la Tunisie : 15
- Matchs nuls : 15

### Allemagne
Voici la liste des confrontations en matchs officiels entre l'équipe d'Allemagne de football et l'équipe de Tunisie de football :
| Date              | Lieu                | Match               | Score | Compétition                              |
| ----------------- | ------------------- | ------------------- | ----- | ---------------------------------------- |
| 25 avril 1971     | Tunis (Tunisie)     | Tunisie - RFA       | 1-0   | Match amical                             |
| 10 juin 1978      | Córdoba (Argentine) | RFA - Tunisie       | 0-0   | Coupe du monde 1978 (groupe B)           |
| 22 septembre 1993 | Tunis (Tunisie)     | Tunisie - Allemagne | 1-1   | Match amical                             |
| 18 juin 2005      | Cologne (Allemagne) | Allemagne - Tunisie | 3-0   | Coupe des confédérations 2005 (groupe A) |

Bilan
- Total de matchs disputés : 4
- Victoires de l'Allemagne : 1
- Victoires de la Tunisie : 1
- Matchs nuls : 2

### Allemagne de l'Est
Voici la liste des confrontations entre l'équipe d'Allemagne de l'Est de football et l'équipe de Tunisie de football :
| Date              | Lieu            | Match         | Score | Compétition  |
| ----------------- | --------------- | ------------- | ----- | ------------ |
| 4 décembre 1960   | Tunis (Tunisie) | Tunisie - RDA | 0-3   | Match amical |
| 26 février 1974   | Tunis (Tunisie) | Tunisie - RDA | 0-4   | Match amical |
| 10 février 1983   | Tunis (Tunisie) | Tunisie - RDA | 0-2   | Match amical |
| 23 septembre 1987 | Gera (RDA)      | RDA - Tunisie | 2-0   | Match amical |

Bilan
- Total de matchs disputés : 4
- Victoires de la RDA : 4
- Victoires de la Tunisie : 0
- Matchs nuls : 0

### Angleterre
Voici la liste des confrontations entre l'équipe d'Angleterre de football et l'équipe de Tunisie de football en matchs officiels :
| Date         | Lieu               | Match                | Score | Compétition                    |
| ------------ | ------------------ | -------------------- | ----- | ------------------------------ |
| 2 juin 1990  | Tunis (Tunisie)    | Angleterre - Tunisie | 1-1   | Match amical                   |
| 15 juin 1998 | Marseille (France) | Angleterre - Tunisie | 2-0   | Coupe du monde 1998 (groupe G) |
| 18 juin 2018 | Volgograd (Russie) | Tunisie - Angleterre | 1-2   | Coupe du monde 2018 (groupe G) |

Bilan
- Total de matchs disputés : 3
- Victoires de l'Angleterre : 2
- Victoires de la Tunisie : 0
- Matchs nuls : 1

### Angola
Voici la liste des confrontations entre l'équipe d'Angola de football et l'équipe de Tunisie de football :
| Date            | Lieu                 | Match            | Score | Compétition                                       |
| --------------- | -------------------- | ---------------- | ----- | ------------------------------------------------- |
| 11 octobre 1980 | Luanda (Angola)      | Angola - Tunisie | 1-1   | Match amical                                      |
| 8 décembre 1982 | Tunis (Tunisie)      | Tunisie - Angola | 3-1   | Match amical                                      |
| 27 mai 2005     | Tunis (Tunisie)      | Tunisie - Angola | 4-1   | Match amical                                      |
| 31 janvier 2008 | Tamale (Ghana)       | Angola - Tunisie | 0-0   | CAN 2008 (groupe D)                               |
| 20 août 2008    | Tunis (Tunisie)      | Tunisie - Angola | 1-1   | Match amical                                      |
| 7 février 2011  | Port-Soudan (Soudan) | Angola - Tunisie | 1-1   | Championnat d'Afrique des nations 2011 (groupe D) |
| 25 février 2011 | Omdourman (Soudan)   | Tunisie - Angola | 3-0   | Championnat d'Afrique des nations 2011 (finale)   |
| 24 juin 2019    | Suez (Égypte)        | Tunisie - Angola | 1-1   | CAN 2019 (groupe E)                               |

Bilan
- Total de matchs disputés : 8
- Victoires de la Tunisie : 3
- Victoires de l'Angola : 0
- Matchs nuls : 5
- Total de buts marqués par la Tunisie : 14
- Total de buts marqués par l'Angola : 6

### Arabie saoudite
Voici la liste des confrontations entre l'équipe d'Arabie saoudite de football et l'équipe de Tunisie de football :
| Date              | Lieu                     | Match                     | Score | Compétition                    |
| ----------------- | ------------------------ | ------------------------- | ----- | ------------------------------ |
| 30 septembre 1976 | Dammam (Arabie saoudite) | Tunisie - Arabie saoudite | 1-0   | Match amical                   |
| 8 mars 1981       | Riyad (Arabie saoudite)  | Tunisie - Arabie saoudite | 2-1   | Match amical                   |
| 28 juillet 1985   | Tunis (Tunisie)          | Tunisie - Arabie saoudite | 1-0   | Match amical                   |
| 11 juillet 1988   | Amman (Jordanie)         | Tunisie - Arabie saoudite | 1-1   | Coupe arabe des nations        |
| 23 novembre 1988  | Dammam (Arabie saoudite) | Arabie saoudite - Tunisie | 1-0   | Match amical                   |
| 14 juin 2006      | Munich (Allemagne)       | Tunisie - Arabie saoudite | 2-2   | Coupe du monde 2006 (groupe H) |
| 14 octobre 2009   | Radès (Tunisie)          | Tunisie - Arabie saoudite | 0-1   | Match amical                   |

Bilan
- Total de matchs disputés : 7
- Victoires de l'Arabie saoudite : 2
- Victoires de la Tunisie : 3
- Matchs nuls : 2

### Argentine
Voici la liste des confrontations entre l'équipe d'Argentine de football et l'équipe de Tunisie de football en matchs officiels :
| Date            | Lieu                    | Match               | Score | Compétition                              |
| --------------- | ----------------------- | ------------------- | ----- | ---------------------------------------- |
| 24 juillet 1996 | Birmingham (États-Unis) | Argentine - Tunisie | 1-1   | Jeux olympiques d'été 1996 (groupe A)    |
| 15 juin 2005    | Cologne (Allemagne)     | Argentine - Tunisie | 2-1   | Coupe des confédérations 2005 (groupe A) |

Bilan
- Total de matchs disputés : 2
- Victoires de l'Argentine : 1
- Victoires de la Tunisie : 0
- Matchs nuls : 1

### Australie
Voici la liste des confrontations entre l'équipe d'Australie de football et l'équipe de Tunisie de football :
| Date             | Lieu                | Match               | Score | Compétition                              |
| ---------------- | ------------------- | ------------------- | ----- | ---------------------------------------- |
| 1er octobre 1997 | Radès (Tunisie)     | Tunisie - Australie | 0-1   | Match amical                             |
| 21 juin 2005     | Leipzig (Allemagne) | Tunisie - Australie | 2-0   | Coupe des confédérations 2005 (groupe A) |
| 26 novembre 2022 | Al Wakrah (Qatar)   | Tunisie - Australie | 0-1   | Coupe du monde 2022 (groupe D)           |

Bilan
- Total de matchs disputés : 3
- Victoires de l'Australie : 2
- Victoires de la Tunisie : 1
- Matchs nuls : 0

### Autriche
Voici la liste des confrontations entre l'équipe d'Autriche de football et l'équipe de Tunisie de football :
| Date             | Lieu              | Match              | Score | Compétition  |
| 27 mai 1998      | Vienne (Autriche) | Autriche - Tunisie | 2-1   | Match amical |
| 21 novembre 2007 | Vienne (Autriche) | Autriche - Tunisie | 0-0   | Match amical |

Bilan
- Total de matchs disputés : 2
- Victoires de l'Autriche : 1
- Victoires de l'Tunisie : 0
- Matchs nuls : 1

## B

### Bahreïn
Voici la liste des confrontations entre l'équipe de Bahreïn de football et l'équipe de Tunisie de football en matchs officiels :
| Date            | Lieu            | Match             | Score | Compétition  |
| --------------- | --------------- | ----------------- | ----- | ------------ |
| 5 mars 1981     | Riffa (Bahreïn) | Bahreïn - Tunisie | 0-3   | Match amical |
| 19 février 1988 | Riffa (Bahreïn) | Bahreïn - Tunisie | 1-0   | Match amical |

Bilan
- Total de matchs disputés : 2
- Victoires de Bahreïn : 1
- Victoires de la Tunisie : 1
- Matchs nuls : 0

### Belgique
Voici la liste des confrontations entre l'équipe de Belgique de football et l'équipe de Tunisie de football en matchs officiels :
| Date            | Lieu                 | Match              | Score | Compétition                    |
| --------------- | -------------------- | ------------------ | ----- | ------------------------------ |
| 26 février 1992 | Radès (Tunisie)      | Tunisie - Belgique | 2-1   | Match amical                   |
| 10 juin 2002    | Ōita (Japon)         | Tunisie - Belgique | 1-1   | Coupe du monde 2002 (groupe H) |
| 7 juin 2014     | Bruxelles (Belgique) | Belgique - Tunisie | 1-0   | Match amical                   |
| 23 juin 2018    | Moscou (Russie)      | Belgique - Tunisie | 5-2   | Coupe du monde 2018 (groupe G) |

Bilan
- Total de matchs disputés : 4
- Victoires de la Belgique : 2
- Victoires de la Tunisie : 1
- Matchs nuls : 1

### Bénin
Voici la liste des confrontations entre l'équipe du Bénin de football et l'équipe de Tunisie de football :
| Date            | Lieu            | Match           | Score | Compétition                             |
| --------------- | --------------- | --------------- | ----- | --------------------------------------- |
| 11 octobre 1992 | Radès (Tunisie) | Tunisie - Bénin | 5-1   | Éliminatoires de la coupe du monde 1994 |
| 17 janvier 1993 | Cotonou (Bénin) | Bénin - Tunisie | 0-5   | Éliminatoires de la coupe du monde 1994 |

Bilan
- Total de matchs disputés : 2
- Victoires du Bénin : 0
- Victoires de la Tunisie : 2
- Matchs nuls : 0

### Biélorussie
Voici la liste des confrontations entre l'équipe de Biélorussie de football et l'équipe de Tunisie de football :
| Date        | Lieu            | Match                 | Score | Compétition  |
| ----------- | --------------- | --------------------- | ----- | ------------ |
| 30 mai 2006 | Tunis (Tunisie) | Tunisie - Biélorussie | 3-0   | Match amical |

Bilan
- Total de matchs disputés : 1
- Victoires de la Biélorussie : 0
- Victoires de la Tunisie : 1
- Matchs nuls : 0

### Brésil
Voici la liste des confrontations entre l'équipe du Brésil de football et l'équipe de Tunisie de football :
| Date              | Lieu            | Match            | Score | Compétition  |
| ----------------- | --------------- | ---------------- | ----- | ------------ |
| 6 juin 1973       | Tunis (Tunisie) | Tunisie - Brésil | 1-4   | Match amical |
| 27 septembre 2022 | Paris (France)  | Brésil - Tunisie | 5-1   | Match amical |

Bilan
- Total de matchs disputés : 2
- Victoires du Brésil : 2
- Victoires de la Tunisie : 0
- Matchs nuls : 0

### Bosnie-Herzégovine
Voici la liste des confrontations entre l'équipe de Bosnie-Herzégovine de football et l'équipe de Tunisie de football :
| Date            | Lieu             | Match                        | Score | Compétition  |
| 5 novembre 1997 | Tunis, (Tunisie) | Tunisie - Bosnie-Herzégovine | 2 - 1 | Match amical |

Bilan
- Total de matchs disputés : 1
- Victoires de la Bosnie-Herzégovine : 0
- Victoires de la Tunisie : 1
- Matchs nuls : 0

### Botswana
Voici la liste des confrontations entre l'équipe du Botswana de football et l'équipe de Tunisie de football :
| Date             | Lieu                   | Match              | Score | Compétition                                          |
| ---------------- | ---------------------- | ------------------ | ----- | ---------------------------------------------------- |
| 5 juin 2022      | Francistown (Botswana) | Botswana - Tunisie | 0-0   | Éliminatoires de la coupe d'Afrique des nations 2023 |
| 8 septembre 2023 | Radès (Tunisie)        | Tunisie - Botswana | 3-0   | Éliminatoires de la coupe d'Afrique des nations 2023 |

Bilan
- Total de matchs disputés : 2
- Victoires du  Botswana : 0
- Victoires de la Tunisie : 1
- Matchs nuls : 1

### Bulgarie
Voici la liste des confrontations entre l'équipe de Bulgarie de football et l'équipe de Tunisie de football :
| Date            | Lieu            | Match              | Score | Compétition  |
| 29 octobre 1986 | Tunis (Tunisie) | Tunisie - Bulgarie | 3-3   | Match amical |
| 10 janvier 1993 | Béja (Tunisie)  | Tunisie - Bulgarie | 3-0   | Match amical |

Bilan
- Total de matchs disputés : 2
- Victoires de la Bulgarie : 0
- Victoires de la Tunisie : 1
- Matchs nuls : 1

### Burkina Faso
Voici la liste des confrontations entre l'équipe du Burkina Faso de football et l'équipe de Tunisie de football :
| Date             | Lieu                       | Match                  | Score | Compétition                             |
| ---------------- | -------------------------- | ---------------------- | ----- | --------------------------------------- |
| 1er juin 2008    | Radès (Tunisie)            | Tunisie - Burkina Faso | 1-2   | Éliminatoires de la coupe du monde 2010 |
| 6 septembre 2008 | Ouagadougou (Burkina Faso) | Burkina Faso - Tunisie | 0-0   | Éliminatoires de la coupe du monde 2010 |
| 28 janvier 2017  | Libreville Gabon           | Burkina Faso - Tunisie | 2-0   | CAN 2017                                |
| 29 janvier 2022  | Garoua (Cameroun)          | Burkina Faso - Tunisie | 1-0   | CAN 2021                                |
| 2 juin 2025      | Radès (Tunisie)            | Tunisie - Burkina Faso | 2-0   | Match amical                            |

Bilan
- Total de matchs disputés : 5
- Victoires du Burkina Faso : 3
- Victoires de la Tunisie : 1
- Matchs nuls : 1

### Burundi
Voici la liste des confrontations entre l'équipe du Burundi de football et l'équipe de Tunisie de football :
| Date         | Lieu            | Match             | Score | Compétition  |
| 17 juin 2019 | Tunis (Tunisie) | Tunisie - Burundi | 2 - 1 | Match amical |

Bilan
- Total de matchs disputés : 1
- Victoires du Burundi : 0
- Victoires de la Tunisie : 1
- Matchs nuls : 0

## C

### Cameroun
Voici la liste des confrontations entre l'équipe du Cameroun de football et l'équipe de Tunisie de football :
| Date              | Lieu               | Match              | Score | Compétition                                          |
| ----------------- | ------------------ | ------------------ | ----- | ---------------------------------------------------- |
| 16 août 1967      | Cameroun           | Cameroun - Tunisie | 2-0   | Éliminatoires de la coupe d'Afrique des nations 1968 |
| 5 décembre 1967   | Tunis (Tunisie)    | Tunisie - Cameroun | 4-0   | Éliminatoires de la coupe d'Afrique des nations 1968 |
| 1er décembre 1968 | Cameroun           | Cameroun - Tunisie | 4-2   | Match amical                                         |
| 8 novembre 1981   | Tunis (Tunisie)    | Tunisie - Cameroun | 1-1   | Match amical                                         |
| 5 mars 1982       | Libye              | Cameroun - Tunisie | 1-1   | CAN 1982                                             |
| 26 février 1982   | Tunis (Tunisie)    | Tunisie - Cameroun | 1-1   | Match amical                                         |
| 5 août 1987       | Nairobi (Kenya)    | Cameroon - Tunisie | 3-1   | Jeux africains de 1987                               |
| 8 octobre 1989    | Cameroun           | Cameroun - Tunisie | 2-0   | Éliminatoires de la coupe du monde 1990              |
| 19 novembre 1989  | Tunis (Tunisie)    | Tunisie - Cameroun | 0-1   | Éliminatoires de la coupe du monde 1990              |
| 25 décembre 1991  | Tunis (Tunisie)    | Tunisie - Cameroun | 2-2   | Match amical                                         |
| 10 février 2000   | Ghana              | Cameroun - Tunisie | 3-0   | CAN 2000                                             |
| 11 janvier 2002   | Tunis (Tunisie)    | Tunisie - Cameroun | 0-1   | Match amical                                         |
| 30 mars 2003      | Tunis (Tunisie)    | Tunisie - Cameroun | 1-0   | Match amical                                         |
| 4 février 2008    | Ghana              | Tunisie - Cameroun | 2-3   | CAN 2008                                             |
| 21 janvier 2010   | Angola             | Cameroun - Tunisie | 2-2   | CAN 2010                                             |
| 13 octobre 2013   | Tunis (Tunisie)    | Tunisie - Cameroun | 0-0   | Éliminatoires de la coupe du monde 2014              |
| 17 novembre 2013  | Cameroun           | Cameroun - Tunisie | 4-1   | Éliminatoires de la coupe du monde 2014              |
| 24 mars 2017      | Monastir (Tunisie) | Tunisie - Cameroun | 0-1   | Match amical                                         |
| 12 octobre 2019   | Radès (Tunisie)    | Tunisie - Cameroun | 0-0   | Match amical                                         |

Bilan
- Total de matchs disputés : 19
- Victoires du Tunisie : 2
- Victoires de la Cameroun : 10
- Matchs nuls : 7

### Canada
Voici la liste des confrontations entre l'équipe du Canada de soccer et l'équipe de Tunisie de football :
| Date            | Lieu            | Match            | Score | Compétition  |
| --------------- | --------------- | ---------------- | ----- | ------------ |
| 21 octobre 1984 | Radès (Tunisie) | Tunisie - Canada | 2-0   | Match amical |

Bilan
- Total de matchs disputés : 1
- Victoires du Canada : 0
- Victoires de la Tunisie : 1
- Matchs nuls : 0

### Cap-Vert
Voici la liste des confrontations entre l'équipe du Cap-Vert de football et l'équipe de Tunisie de football :
| Date            | Lieu                          | Match              | Score | Compétition         |
| --------------- | ----------------------------- | ------------------ | ----- | ------------------- |
| 18 janvier 2015 | Ebebiyín (Guinée équatoriale) | Tunisie - Cap-Vert | 1-1   | CAN 2015 (groupe B) |
| 10 janvier 2024 | Radès (Tunisie)               | Tunisie - Cap-Vert | 2-0   | Match amical        |

Bilan
- Total de matchs disputés : 2
- Victoires du Cap-Vert : 0
- Victoires de la Tunisie : 1
- Matchs nuls : 1

### Chili
Voici la liste des confrontations entre l'équipe du Chili de football et l'équipe de Tunisie de football :
| Date         | Lieu                | Match           | Score | Compétition                    |
| ------------ | ------------------- | --------------- | ----- | ------------------------------ |
| 31 mai 1998  | Montélimar (France) | Tunisie - Chili | 2-3   | Match amical                   |
| 10 juin 2022 | Kobe (Japon)        | Chili - Tunisie | 0-2   | Coupe Kirin 2022 (demi-finale) |

Bilan
- Total de matchs disputés : 2
- Victoires du Chili : 1
- Victoires de la Tunisie : 1
- Matchs nuls : 0

### Chine
Voici la liste des confrontations entre l'équipe de Chine de football et l'équipe de Tunisie de football :
| Date         | Lieu           | Match           | Score | Compétition  |
| ------------ | -------------- | --------------- | ----- | ------------ |
| 31 mars 2015 | Nankin (Chine) | Chine - Tunisie | 1-1   | Match amical |

Bilan
- Total de matchs disputés : 1
- Victoires du Chine : 0
- Victoires de la Tunisie : 0
- Matchs nuls : 1

### Colombie
Voici la liste des confrontations entre l'équipe de Colombie de football et l'équipe de Tunisie de football :
| Date         | Lieu                 | Match              | Score | Compétition                    |
| ------------ | -------------------- | ------------------ | ----- | ------------------------------ |
| 22 juin 1998 | Montpellier (France) | Colombie - Tunisie | 1-0   | Coupe du monde 1998 (groupe G) |
| 5 mars 2014  | Barcelone (Espagne)  | Colombie - Tunisie | 1-1   | Match amical                   |

Bilan
- Total de matchs disputés : 2
- Victoires de la Colombie : 1
- Victoires de la Tunisie : 0
- Matchs nuls : 1

### Comores
Voici la liste des confrontations entre l'équipe des Comores de football et l'équipe de Tunisie de football :
| Date              | Lieu                    | Match             | Score | Compétition                                          |
| ----------------- | ----------------------- | ----------------- | ----- | ---------------------------------------------------- |
| 22 septembre 2022 | Orléans (France)        | Comores - Tunisie | 0-1   | Match amical                                         |
| 11 octobre 2024   | Radès (Tunisie)         | Tunisie - Comores | 0-1   | Éliminatoires de la coupe d'Afrique des nations 2025 |
| 15 octobre 2024   | Abidjan (Côte d'Ivoire) | Comores - Tunisie | 1-1   | Éliminatoires de la coupe d'Afrique des nations 2025 |

Bilan
- Total de matchs disputés : 3
- Victoires des Comores : 1
- Victoires de la Tunisie : 1
- Matchs nuls : 1

### Congo
Voici la liste des confrontations entre l'équipe du Congo de football et l'équipe de Tunisie de football :
| Date         | Lieu            | Match           | Score | Compétition  |
| ------------ | --------------- | --------------- | ----- | ------------ |
| 14 août 2013 | Radès (Tunisie) | Tunisie - Congo | 3-0   | Match amical |

Bilan
- Total de matchs disputés : 1
- Victoires de la Tunisie : 1
- Victoires du Congo : 0
- Matchs nuls : 0

### Corée du Sud
| Date            | Lieu                 | Match                  | Score | Compétition  |
| --------------- | -------------------- | ---------------------- | ----- | ------------ |
| 13 mars 2002    | Radès (Tunisie)      | Tunisie - Corée du Sud | 0-0   | Match amical |
| 28 mai 2014     | Séoul (Corée du Sud) | Corée du Sud - Tunisie | 0-1   | Match amical |
| 13 octobre 2023 | Séoul (Corée du Sud) | Corée du Sud - Tunisie | 4-0   | Match amical |

Bilan
- Total de matchs disputés : 3
- Victoire de la Corée du Sud : 1
- Victoire de la Tunisie : 1
- Matchs nuls : 1

### Costa Rica
Voici la liste des confrontations entre l'équipe du Costa Rica de football et l'équipe de Tunisie de football :
| Date         | Lieu          | Match                | Score | Compétition  |
| ------------ | ------------- | -------------------- | ----- | ------------ |
| 27 mars 2018 | Nice (France) | Tunisie - Costa Rica | 1-0   | Match amical |

Bilan
- Total de matchs disputés : 1
- Victoires de la Tunisie : 1
- Victoires du Costa Rica : 0
- Matchs nuls : 0

### Côte d'Ivoire
Voici la liste des confrontations entre l'équipe de Côte d'Ivoire de football et l'équipe de Tunisie de football :
| Date              | Lieu                            | Match                   | Score | Compétition                                  |
| ----------------- | ------------------------------- | ----------------------- | ----- | -------------------------------------------- |
| 27 novembre 1991  | Tunis (Tunisie)                 | Tunisie - Côte d'Ivoire | 5-3   | Match amical                                 |
| 25 janvier 1996   | Port Elizabeth (Afrique du Sud) | Tunisie - Côte d'Ivoire | 3-0   | CAN 1996 (groupe D)                          |
| 18 juin 2000      | Abidjan (Côte d'Ivoire)         | Côte d’Ivoire - Tunisie | 2-2   | Tours préliminaires à la Coupe du monde 2002 |
| 20 mai 2001       | Tunis (Tunisie)                 | Tunisie - Côte d’Ivoire | 1-1   | Tours préliminaires à la Coupe du monde 2002 |
| 10 septembre 2003 | Tunis (Tunisie)                 | Tunisie - Côte d'Ivoire | 3-2   | Match amical                                 |
| 31 mars 2004      | Tunis (Tunisie)                 | Tunisie - Côte d'Ivoire | 0-2   | Match amical                                 |
| 26 mars 2008      | Bondoufle (France)              | Côte d'Ivoire - Tunisie | 0-2   | Match amical                                 |
| 13 janvier 2012   | Abou Dabi (Émirats arabes unis) | Côte d'Ivoire - Tunisie | 2-0   | Match amical                                 |
| 26 janvier 2013   | Phokeng (Afrique du Sud)        | Côte d'Ivoire - Tunisie | 3-0   | CAN 2013 (groupe D)                          |
| 10 septembre 2019 | Le Petit-Quevilly (France)      | Tunisie - Côte d'Ivoire | 1-2   | Match amical                                 |

Bilan
- Total de matchs disputés : 10
- Victoires de la Côte d'Ivoire : 4
- Victoires de la Tunisie : 4
- Matchs nuls : 2

## D

### Danemark
Voici la liste des confrontations entre l'équipe du Danemark de football et l'équipe de Tunisie de football :
| Date             | Lieu              | Match              | Score | Compétition                    |
| ---------------- | ----------------- | ------------------ | ----- | ------------------------------ |
| 22 novembre 2022 | Al Rayyan (Qatar) | Danemark - Tunisie | 0-0   | Coupe du monde 2022 (groupe D) |

Bilan
- Total de matchs disputés : 1
- Victoires de la Tunisie : 0
- Victoires du Danemark : 0
- Matchs nuls : 1

### Djibouti
Voici la liste des confrontations entre l'équipe de Djibouti de football et l'équipe de Tunisie de football :
| Date         | Lieu                | Match              | Score | Compétition                                          |
| ------------ | ------------------- | ------------------ | ----- | ---------------------------------------------------- |
| 12 juin 2015 | Radès (Tunisie)     | Tunisie - Djibouti | 8-1   | Éliminatoires de la coupe d'Afrique des nations 2017 |
| 3 juin 2016  | Djibouti (Djibouti) | Djibouti - Tunisie | 0-3   | Éliminatoires de la coupe d'Afrique des nations 2017 |

Bilan
- Total de matchs disputés : 2
- Victoires de Djibouti : 0
- Victoires de la Tunisie : 2
- Matchs nuls : 0

## E

### Égypte
Voici la liste des confrontations entre l'équipe d'Égypte de football et l'équipe de Tunisie de football :
| Date              | Lieu                            | Match            | Score | Compétition                                          |
| ----------------- | ------------------------------- | ---------------- | ----- | ---------------------------------------------------- |
| 8 décembre 1972   | Le Caire (Égypte)               | Égypte - Tunisie | 2-1   | Éliminatoires de la coupe du monde 1974              |
| 17 décembre 1972  | Radès (Tunisie)                 | Tunisie - Égypte | 2-0   | Éliminatoires de la coupe du monde 1974              |
| 15 août 1973      | Tripoli (Libye)                 | Égypte - Tunisie | 2-1   | Match amical                                         |
| 27 septembre 1974 | Irak                            | Tunisie - Égypte | 2-0   | Match amical                                         |
| 17 avril 1977     | Le Caire (Égypte)               | Égypte - Tunisie | 2-2   | Éliminatoires de la coupe d'Afrique des nations 1978 |
| 1er mai 1977      | Tunis (Tunisie)                 | Tunisie - Égypte | 3-2   | Éliminatoires de la coupe d'Afrique des nations 1978 |
| 25 novembre 1977  | Le Caire (Égypte)               | Égypte - Tunisie | 3-2   | Éliminatoires de la coupe d'Afrique des nations 1978 |
| 11 décembre 1977  | Tunis (Tunisie)                 | Tunisie - Égypte | 4-1   | Éliminatoires de la coupe d'Afrique des nations 1978 |
| 14 août 1983      | Le Caire (Égypte)               | Égypte - Tunisie | 1-0   | Éliminatoires de la coupe d'Afrique des nations 1984 |
| 28 août 1983      | Tunis (Tunisie)                 | Tunisie - Égypte | 0-0   | Éliminatoires de la coupe d'Afrique des nations 1984 |
| 13 juillet 1988   | Oman                            | Égypte - Tunisie | 1-0   | Éliminatoires de la coupe d’arabe des nations 1988   |
| 15 mars 1989      | Radès (Tunisie)                 | Tunisie - Égypte | 0-0   | Match amical                                         |
| 29 mai 1989       | Le Caire (Égypte)               | Égypte - Tunisie | 1-0   | Match amical                                         |
| 16 juin 1989      | Le Caire (Égypte)               | Égypte - Tunisie | 1-1   | Match amical                                         |
| 7 novembre 1989   | Tunis (Tunisie)                 | Tunisie - Égypte | 0-5   | Match amical                                         |
| 14 avril 1991     | Radès (Tunisie)                 | Tunisie - Égypte | 2-2   | Éliminatoires de la coupe d'Afrique des nations 1992 |
| 26 juillet 1991   | Le Caire (Égypte)               | Tunisie - Égypte | 2-2   | Éliminatoires de la coupe d'Afrique des nations 1992 |
| 7 novembre 1993   | Tunis (Tunisie)                 | Tunisie - Égypte | 2-0   | Match amical                                         |
| 2 janvier 1995    | Sousse (Tunisie)                | Tunisie - Égypte | 2-0   | Match amical                                         |
| 14 avril 1995     | Le Caire (Égypte)               | Égypte - Tunisie | 1-0   | Match amical                                         |
| 8 janvier 1996    | Ismaïlia (Égypte)               | Égypte - Tunisie | 2-1   | Match amical                                         |
| 12 janvier 1997   | Radès (Tunisie)                 | Tunisie - Égypte | 1-0   | Éliminatoires de la coupe du monde 1998              |
| 8 juin 1997       | Le Caire (Égypte)               | Égypte - Tunisie | 0-0   | Éliminatoires de la coupe du monde 1998              |
| 7 février 2000    | Ghana                           | Égypte - Tunisie | 0-1   | CAN 2000                                             |
| 25 janvier 2002   | Bamako (Mali)                   | Égypte - Tunisie | 1-0   | CAN 2002                                             |
| 20 novembre 2002  | Radès (Tunisie)                 | Tunisie - Égypte | 0-0   | Match amical                                         |
| 16 novembre 2005  | Le Caire (Égypte)               | Égypte - Tunisie | 1-2   | Match amical                                         |
| 16 octobre 2012   | Abou Dabi (Émirats arabes unis) | Égypte - Tunisie | 0-1   | Match amical                                         |
| 10 septembre 2014 | Le Caire (Égypte)               | Égypte - Tunisie | 0-1   | Éliminatoires de la coupe d'Afrique des nations 2015 |
| 19 novembre 2014  | Monastir (Égypte)               | Tunisie - Égypte | 2-1   | Éliminatoires de la coupe d'Afrique des nations 2015 |
| 8 janvier 2017    | Le Caire (Égypte)               | Égypte - Tunisie | 1-0   | Match amical                                         |
| 11 juin 2017      | Radès (Tunisie)                 | Tunisie - Égypte | 1-0   | Éliminatoires de la coupe d'Afrique des nations 2019 |
| 16 novembre 2018  | Alexandrie (Égypte)             | Égypte - Tunisie | 3-2   | Éliminatoires de la coupe d'Afrique des nations 2019 |
| 15 décembre 2021  | Doha (Qatar)                    | Tunisie - Égypte | 1-0   | Coupe arabe de la FIFA 2021 (demi-finale)            |
| 12 septembre 2023 | Le Caire (Égypte)               | Égypte - Tunisie | 1-3   | Match amical                                         |

Bilan
- Total de matchs disputés : 35
- Victoires de la Tunisie : 15
- Victoires de l'Égypte : 12
- Matchs nuls : 8

### Émirats arabes unis
Voici la liste des confrontations entre l'équipe des Émirats arabes unis de football et l'équipe de Tunisie de football :
| Date             | Lieu                            | Match                         | Score | Compétition                            |
| ---------------- | ------------------------------- | ----------------------------- | ----- | -------------------------------------- |
| 18 décembre 1975 | Tunis (Tunisie)                 | Tunisie - Émirats arabes unis | 3-0   | Coupe de Palestine                     |
| 29 décembre 1981 | Al-Aïn (Émirats arabes unis)    | Émirats arabes unis - Tunisie | 1-4   | Match amical                           |
| 16 octobre 1999  | Tunis (Tunisie)                 | Tunisie - Émirats arabes unis | 1-0   | Match amical                           |
| 17 octobre 2007  | Abou Dabi (Émirats arabes unis) | Émirats arabes unis - Tunisie | 0-1   | Match amical                           |
| 6 décembre 2021  | Doha (Qatar)                    | Tunisie - Émirats arabes unis | 1-0   | Coupe arabe de la FIFA 2021 (groupe B) |

Bilan
- Total de matchs disputés : 5
- Victoires des Émirats arabes unis : 0
- Victoires de la Tunisie : 5
- Matchs nuls : 0

### Espagne
Voici la liste des confrontations entre l'équipe d'Espagne de football et l'équipe de Tunisie de football en matchs officiels :
| Date         | Lieu                  | Match             | Score | Compétition                    |
| ------------ | --------------------- | ----------------- | ----- | ------------------------------ |
| 19 juin 2006 | Stuttgart (Allemagne) | Espagne - Tunisie | 3-1   | Coupe du monde 2006 (groupe H) |
| 9 juin 2018  | Krasnodar (Russie)    | Tunisie - Espagne | 0-1   | Match amical                   |

Bilan
- Total de matchs disputés : 2
- Victoires de l'Espagne : 2
- Victoires de la Tunisie : 0
- Matchs nuls : 0

### Eswatini
Voici la liste des confrontations entre l'équipe d'Eswatini de football et l'équipe de Tunisie de football :
| Date             | Lieu               | Match              | Score | Compétition                                          |
| ---------------- | ------------------ | ------------------ | ----- | ---------------------------------------------------- |
| 9 septembre 2018 | Manzini (Eswatini) | Eswatini - Tunisie | 0-2   | Éliminatoires de la coupe d'Afrique des nations 2019 |
| 22 mars 2019     | Radès (Tunisie)    | Tunisie - Eswatini | 4-0   | Éliminatoires de la coupe d'Afrique des nations 2019 |

Bilan
- Total de matchs disputés : 2
- Victoires d'Eswatini : 0
- Victoires de la Tunisie : 2
- Matchs nuls : 0

### États-Unis
Voici la liste des confrontations entre l'équipe des États-Unis de soccer et l'équipe de Tunisie de football :
| Date         | Lieu                    | Match                | Score | Compétition  |
| ------------ | ----------------------- | -------------------- | ----- | ------------ |
| 12 mars 2000 | Birmingham (États-Unis) | États-Unis - Tunisie | 1-1   | Match amical |

Bilan
- Total de matchs disputés : 1
- Victoires des États-Unis : 0
- Victoires de la Tunisie : 0
- Matchs nuls : 1

### Éthiopie
Voici la liste des confrontations entre l'équipe d'Éthiopie de football et l'équipe de Tunisie de football :
| Date             | Lieu                   | Match              | Score | Compétition                             |
| ---------------- | ---------------------- | ------------------ | ----- | --------------------------------------- |
| 4 janvier 1962   | Addis-Abeba (Éthiopie) | Éthiopie - Tunisie | 4-2   | Demi-finale de la CAN 1962              |
| 28 novembre 1963 | Accra (Ghana)          | Éthiopie - Tunisie | 4-2   | Premier tour de la CAN 1963             |
| 12 novembre 1965 | Tunis (Tunisie)        | Tunisie - Éthiopie | 4-0   | Premier tour de la CAN 1965             |
| 18 novembre 1990 | Addis-Abeba (Éthiopie) | Éthiopie - Tunisie | 0-2   | Éliminatoires de la CAN 1992            |
| 25 octobre 1992  | Addis-Abeba (Éthiopie) | Éthiopie - Tunisie | 0-0   | Éliminatoires de la Coupe du monde 1994 |
| 31 janvier 1993  | Tunis (Tunisie)        | Tunisie - Éthiopie | 3-0   | Éliminatoires de la Coupe du monde 1994 |
| 7 janvier 2013   | Al Wakrah (Qatar)      | Tunisie - Éthiopie | 1-1   | Match amical                            |

Bilan
- Total de matchs disputés : 7
- Victoires de l'Éthiopie : 2
- Victoires de la Tunisie : 3
- Matchs nuls : 2

## F

### Finlande
Voici la liste des confrontations entre l'équipe de Finlande de football et l'équipe de Tunisie de football :
| Date             | Lieu                | Match              | Score | Compétition  |
| ---------------- | ------------------- | ------------------ | ----- | ------------ |
| 3 février 1988   | Helsinki (Finlande) | Finlande - Tunisie | 3-0   | Match amical |
| 11 novembre 1990 | Tunis (Tunisie)     | Tunisie - Finlande | 1-2   | Match amical |
| 7 novembre 1992  | Tunis (Tunisie)     | Tunisie - Finlande | 1-1   | Match amical |

Bilan
- Total de matchs disputés : 3
- Victoires de la Finlande : 2
- Victoires de la Tunisie : 0
- Matchs nuls : 1

### France
Voici la liste des confrontations entre l'équipe de France de football et l'équipe de Tunisie de football :
| Date             | Lieu                       | Match            | Score | Compétition                    |
| ---------------- | -------------------------- | ---------------- | ----- | ------------------------------ |
| 7 octobre 1971   | Izmir (Turquie)            | Tunisie - France | 2-1   | Match amical                   |
| 19 mai 1978      | Villeneuve-d'Ascq (France) | France - Tunisie | 2-0   | Match amical                   |
| 21 août 2002     | Radès (Tunisie)            | Tunisie - France | 1-1   | Match amical                   |
| 14 octobre 2008  | Saint-Denis (France)       | France - Tunisie | 3-1   | Match amical                   |
| 30 mai 2010      | Radès (Tunisie)            | Tunisie - France | 1-1   | Match amical                   |
| 30 novembre 2022 | Al Rayyan (Qatar)          | Tunisie - France | 1-0   | Coupe du monde 2022 (groupe D) |

Bilan
- Total de matchs disputés : 6
- Victoires de la France : 2
- Victoires de la Tunisie : 2
- Matchs nuls : 2

## G

### Gabon
Voici la liste des confrontations entre l'équipe du Gabon de football et l'équipe de Tunisie de football :
| Date            | Lieu                             | Match           | Score | Compétition                                          |
| --------------- | -------------------------------- | --------------- | ----- | ---------------------------------------------------- |
| 7 octobre 2000  | Tunis (Tunisie)                  | Tunisie - Gabon | 4-2   | Éliminatoires de la coupe d'Afrique des nations 2002 |
| 2 juin 2001     | Franceville (Gabon)              | Gabon - Tunisie | 1-1   | Éliminatoires de la coupe d'Afrique des nations 2002 |
| 17 janvier 2010 | Luanda (Angola)                  | Gabon - Tunisie | 1-1   | CAN 2010 (groupe D)                                  |
| 20 janvier 2022 | Franceville (Gabon)              | Gabon - Tunisie | 1-0   | CAN 2012 (groupe C)                                  |
| 10 janvier 2013 | Abou Dhabi (Émirats arabes unis) | Gabon - Tunisie | 1-1   | Match amical                                         |
| 9 octobre 2015  | Radès (Tunisie)                  | Tunisie - Gabon | 3-3   | Match amical                                         |

Bilan
- Total de matchs disputés : 6
- Victoires du Gabon : 1
- Victoires de la Tunisie : 1
- Matchs nuls : 4

### Gambie
Voici la liste des confrontations entre l'équipe de Gambie de football et l'équipe de Tunisie de football :
| Date             | Lieu              | Match            | Score | Compétition                                          |
| ---------------- | ----------------- | ---------------- | ----- | ---------------------------------------------------- |
| 9 janvier 2010   | Tunis (Tunisie)   | Tunisie - Gambie | 1-2   | Match amical                                         |
| 20 janvier 2022  | Limbé (Cameroun)  | Gambie - Tunisie | 1-0   | CAN 2021                                             |
| 8 septembre 2024 | El Jadida (Maroc) | Gambie - Tunisie | 1-2   | Éliminatoires de la coupe d'Afrique des nations 2025 |
| 18 novembre 2024 | Radès (Tunisie)   | Tunisie - Gambie | 0-1   | Éliminatoires de la coupe d'Afrique des nations 2025 |

Bilan
- Total de matchs disputés : 4
- Victoires de la Gambie : 3
- Victoires de la Tunisie : 1
- Matchs nuls : 0

### Guinée équatoriale
Voici la liste des confrontations entre l'équipe de Guinée équatoriale de football et l'équipe de Tunisie de football :
| Date             | Lieu                        | Match                        | Score | Compétition                                          |
| ---------------- | --------------------------- | ---------------------------- | ----- | ---------------------------------------------------- |
| 2 juin 2012      | Monastir (Tunisie)          | Tunisie - Guinée équatoriale | 3-1   | Éliminatoires de la coupe du monde 2014              |
| 16 juin 2013     | Malabo (Guinée équatoriale) | Guinée équatoriale - Tunisie | 1-1   | Éliminatoires de la coupe du monde 2014              |
| 31 janvier 2015  | Bata (Guinée équatoriale)   | Tunisie - Guinée équatoriale | 1-2   | CAN 2015 (quarts de finale)                          |
| 19 novembre 2019 | Malabo (Guinée équatoriale) | Guinée équatoriale - Tunisie | 0-1   | Éliminatoires de la coupe d'Afrique des nations 2021 |
| 28 mars 2021     | Tunis (Tunisie)             | Tunisie - Guinée équatoriale | 2-1   | Éliminatoires de la coupe d'Afrique des nations 2021 |
| 3 septembre 2021 | Tunis (Tunisie)             | Tunisie - Guinée équatoriale | 3-0   | Éliminatoires de la coupe du monde 2022              |
| 13 novembre 2021 | Malabo (Guinée équatoriale) | Guinée équatoriale - Tunisie | 1-0   | Éliminatoires de la coupe du monde 2022              |
| 2 juin 2022      | Radès (Tunisie)             | Tunisie - Guinée équatoriale | 4-0   | Éliminatoires de la coupe d'Afrique des nations 2023 |
| 17 juin 2023     | Malabo (Guinée équatoriale) | Guinée équatoriale - Tunisie | 1-0   | Éliminatoires de la coupe d'Afrique des nations 2023 |

Bilan
- Total de matchs disputés : 9
- Victoires de la Guinée équatoriale : 3
- Victoires de la Tunisie : 5
- Matchs nuls : 1

### Ghana
Voici la liste des confrontations entre l'équipe du Ghana de football et l'équipe de Tunisie de football :
| Date             | Lieu                            | Match           | Score                | Compétition                 |
| ---------------- | ------------------------------- | --------------- | -------------------- | --------------------------- |
| 24 novembre 1963 | Accra (Ghana)                   | Ghana - Tunisie | 1-1                  | CAN 1963 (groupe A)         |
| 21 novembre 1965 | Tunis (Tunisie)                 | Tunisie - Ghana | 2-3 (a. p.)          | CAN 1965 (finale)           |
| 14 mars 1978     | Accra (Ghana)                   | Ghana - Tunisie | 1-0                  | CAN 1978 (demi-finale)      |
| 27 janvier 1980  | Accra (Ghana)                   | Ghana - Tunisie | 4-1                  | Match amical                |
| 12 mars 1982     | Tripoli (Libye)                 | Ghana - Tunisie | 1-0                  | CAN 1982 (groupe A)         |
| 1er janvier 1985 | Abidjan (Côte d'Ivoire)         | Tunisie - Ghana | 2-0                  | Match amical                |
| 2 janvier 1994   |                                 | Ghana - Tunisie | 1-1                  | Match amical                |
| 19 janvier 1996  | Port Elizabeth (Afrique du Sud) | Ghana - Tunisie | 2-1                  | CAN 1996 (groupe D)         |
| 9 février 1998   | Ouagadougou (Burkina Faso)      | Ghana - Tunisie | 2-0                  | CAN 1998 (groupe B)         |
| 22 décembre 1999 | Sfax (Tunisie)                  | Tunisie - Ghana | 2-0                  | Match amical                |
| 18 janvier 2000  |                                 | Ghana - Tunisie | 2-0                  | Match amical                |
| 27 mars 2003     | Radès (Tunisie)                 | Tunisie - Ghana | 2-2 (t. a. b. : 8-7) | Match amical                |
| 15 janvier 2006  | Radès (Tunisie)                 | Tunisie - Ghana | 2-0                  | Match amical                |
| 19 novembre 2008 | Accra (Ghana)                   | Ghana - Tunisie | 0-0                  | Match amical                |
| 5 février 2012   | Franceville (Gabon)             | Ghana - Tunisie | 2-1 (a. p.)          | CAN 2012 (quarts de finale) |
| 13 janvier 2013  | Abou Dabi (Émirats arabes unis) | Ghana - Tunisie | 4-2                  | Match amical                |
| 8 juillet 2019   | Ismaïlia (Égypte)               | Ghana - Tunisie | 1-1 (t. a. b. : 4-5) | CAN 2019 (1/8 de finale)    |

Bilan
- Total de matchs disputés : 18
- Victoires de la Tunisie : 5
- Victoires du Ghana : 9
- Matchs nuls : 3

## I

### Iran
Voici la liste des confrontations entre l'équipe d'Iran de football et l'équipe de Tunisie de football en matchs officiels :
| Date             | Lieu                | Match          | Score | Compétition  |
| ---------------- | ------------------- | -------------- | ----- | ------------ |
| 15 août 2012     | Kecskemét (Hongrie) | Tunisie - Iran | 2-2   | Match amical |
| 23 mars 2018     | Radès (Tunisie)     | Tunisie - Iran | 1-0   | Match amical |
| 16 novembre 2022 | Doha (Qatar)        | Tunisie - Iran | 2-0   | Match amical |

Bilan
- Total de matchs disputés : 3
- Victoires de la Tunisie : 2
- Victoires de l'Iran : 0
- Matchs nuls : 1

### Italie
Voici la liste des confrontations entre l'équipe d'Italie de football et l'équipe de Tunisie de football en matchs officiels :
| Date              | Lieu            | Match            | Score | Compétition  |
| ----------------- | --------------- | ---------------- | ----- | ------------ |
| 15 septembre 2001 | Tunis (Tunisie) | Tunisie - Italie | 1-0   | Match amical |
| 11 juin 2004      | Tunis (Tunisie) | Tunisie - Italie | 0-4   | Match amical |

Bilan
- Total de matchs disputés : 2
- Victoires de la Tunisie : 1
- Victoires de l'Italie : 1
- Matchs nuls : 0

## J

### Japon
Voici la liste des confrontations entre l'équipe du Japon de football et l'équipe de Tunisie de football :
| Date            | Lieu            | Match           | Score | Compétition                         |
| --------------- | --------------- | --------------- | ----- | ----------------------------------- |
| 13 octobre 1996 | Kobe (Japon)    | Japon - Tunisie | 1-0   | Match amical                        |
| 14 juin 2002    | Osaka (Japon)   | Tunisie - Japon | 0-2   | Coupe du monde 2002 tour (groupe H) |
| 8 octobre 2003  | Radès (Tunisie) | Tunisie - Japon | 0-1   | Match amical                        |
| 14 juin 2022    | Osaka (Japon)   | Tunisie - Japon | 3-0   | Coupe Kirin 2022 (finale)           |

Bilan
- Total de matchs disputés : 4
- Victoires du Japon : 3
- Victoires de la Tunisie : 1
- Matchs nuls : 0

## L

### Lettonie
Voici la liste des confrontations entre l'équipe de Lettonie de football et l'équipe de Tunisie de football :
| Date             | Lieu            | Match              | Score | Compétition  |
| ---------------- | --------------- | ------------------ | ----- | ------------ |
| 10 novembre 1998 | Tunis (Tunisie) | Tunisie - Lettonie | 3-0   | Match amical |

Bilan
- Total de matchs disputés : 1
- Victoires de la Lettonie : 0
- Victoires de la Tunisie : 1
- Matchs nuls : 1

### Libye
Voici la liste des confrontations entre l'équipe de Libye de football et l'équipe de Tunisie de football :
| Date               | Lieu             | Match           | Score     | Compétition                                                    |
| ------------------ | ---------------- | --------------- | --------- | -------------------------------------------------------------- |
| 2 juin 1957        | Tunis (Tunisie)  | Tunisie - Libye | 4-2       | Match amical                                                   |
| 19 octobre 1957    | Beyrouth (Liban) | Tunisie - Libye | 4-3       | Jeux panarabes de 1957                                         |
| 9 mai 1958         | Tunis (Tunisie)  | Tunisie - Libye | 4-1       | Match amical                                                   |
| 11 mars 1962       | Tripoli (Libye)  | Libye - Tunisie | 6-3       | Match amical                                                   |
| 3 juin 1962        | Tunis (Tunisie)  | Tunisie - Libye | 2-2       | Match amical                                                   |
| 8 septembre 1967   | Tunis (Tunisie)  | Tunisie - Libye | 3-0       | Jeux méditerranéens 1967                                       |
| 1er septembre 1970 | Benghazi (Libye) | Libye - Tunisie | 2-2       | Match amical                                                   |
| 4 septembre 1970   | Tripoli (Libye)  | Libye - Tunisie | 3-2       | Match amical                                                   |
| 24 septembre 1970  | Tunis (Tunisie)  | Tunisie - Libye | 2-0       | Match amical                                                   |
| 10 novembre 1974   | Tunis (Tunisie)  | Tunisie - Libye | 1-0       | Éliminatoires de la CAN 1974                                   |
| 22 novembre 1974   | Tripoli (Libye)  | Tunisie - Libye | 1-0 (3-2) | Éliminatoires de la CAN 1974 (Libye qualifiée aux tirs au but) |
| 4 novembre 1976    | Tunis (Tunisie)  | Tunisie - Libye | 3-0       | Match amical                                                   |
| 13 janvier 1978    | Tripoli (Libye)  | Libye - Tunisie | 1-0       | Éliminatoires des Jeux africains 1978                          |
| 25 janvier 1978    | Tunis (Tunisie)  | Tunisie - Libye | 2-0       | Éliminatoires des Jeux africains 1978                          |
| 25 mars 1979       | Tunis (Tunisie)  | Tunisie - Libye | 1-0       | Éliminatoires des Jeux olympiques 1980                         |
| 13 avril 1979      | Tripoli (Libye)  | Libye - Tunisie | 3-0       | Éliminatoires des Jeux olympiques 1980                         |
| 9 mars 1982        | Tripoli (Libye)  | Libye - Tunisie | 2-0       | CAN 1982                                                       |
| 29 mars 1985       | Tripoli (Libye)  | Libye - Tunisie | 2-0       | Éliminatoires de la CAN 1986                                   |
| 14 avril 1985      | Tunis (Tunisie)  | Tunisie - Libye | 1-0       | Éliminatoires de la CAN 1986                                   |
| 12 janvier 2006    | Radès (Tunisie)  | Tunisie - Libye | 1-0       | Match amical                                                   |
| 15 novembre 2006   | Radès (Tunisie)  | Tunisie - Libye | 2-0       | Match amical                                                   |
| 11 novembre 2017   | Radès (Tunisie)  | Tunisie - Libye | 0-0       | Éliminatoires de la coupe du monde 2018                        |
| 21 septembre 2019  | Radès (Tunisie)  | Tunisie - Libye | 1-0       | Éliminatoires du championnat d'Afrique des nations 2020        |
| 15 novembre 2019   | Radès (Tunisie)  | Tunisie - Libye | 4-1       | Éliminatoires de la coupe d'Afrique des nations 2021           |
| 25 mars 2021       | Benghazi (Libye) | Libye - Tunisie | 2-5       | Éliminatoires de la coupe d'Afrique des nations 2021           |
| 24 mars 2023       | Radès (Tunisie)  | Libye - Tunisie | 0-3       | Éliminatoires de la coupe d'Afrique des nations 2023           |
| 28 mars 2023       | Benghazi (Libye) | Libye - Tunisie | 0-1       | Éliminatoires de la coupe d'Afrique des nations 2023           |

Bilan
- Total de matchs disputés : 27
- Victoires de la Libye : 7
- Victoires de la Tunisie : 17
- Matchs nuls : 3

## M

### Madagascar
Voici la liste des confrontations entre l'équipe de Madagascar de football et l'équipe de Tunisie de football :
| Date            | Lieu                      | Match                | Score | Compétition                                                           |
| --------------- | ------------------------- | -------------------- | ----- | --------------------------------------------------------------------- |
| 3 août 1987     | Nairobi (Kenya)           | Madagascar - Tunisie | 3-0   | Jeux africains 1987 (groupe 1)                                        |
| 8 juillet 2000  | Tunis (Tunisie)           | Tunisie - Madagascar | 1-0   | Tours préliminaires à la Coupe du monde 2002 (zone Afrique, groupe 4) |
| 5 mai 2001      | Antananarivo (Madagascar) | Madagascar - Tunisie | 0-2   | Tours préliminaires à la Coupe du monde 2002 (zone Afrique, groupe 4) |
| 11 juillet 2019 | Le Caire (Égypte)         | Madagascar - Tunisie | 0-3   | CAN 2019 (quarts de finale)                                           |

Bilan
- Total de matchs disputés : 4
- Victoires de la Tunisie : 3
- Victoires de Madagascar : 1
- Matchs nuls : 0
- Total de buts marqués par la Tunisie : 6
- Total de buts marqués par Madagascar : 3

### Mali
Voici la liste des confrontations entre l'équipe du Mali de football et l'équipe de Tunisie de football :
| Date            | Lieu                    | Match          | Score | Compétition                                               |
| --------------- | ----------------------- | -------------- | ----- | --------------------------------------------------------- |
| 26 mars 1994    | Tunis (Tunisie)         | Tunisie - Mali | 0-2   | CAN 1994 (groupe A)                                       |
| 5 juillet 1997  | Tunis (Tunisie)         | Tunisie - Mali | 1-0   | Match amical                                              |
| 4 février 1998  | Bamako (Mali)           | Mali - Tunisie | 0-1   | Match amical                                              |
| 28 avril 2004   | Sfax (Tunisie)          | Tunisie - Mali | 1-0   | Match amical                                              |
| 16 août 2006    | Narbonne (France)       | Tunisie - Mali | 0-1   | Match amical                                              |
| 10 août 2011    | Monastir (Tunisie)      | Tunisie - Mali | 4-2   | Match amical                                              |
| 31 janvier 2016 | Kigali (Rwanda)         | Tunisie - Mali | 1-2   | Championnat d'Afrique des nations 2016 (quarts de finale) |
| 28 juin 2019    | Suez (Égypte)           | Tunisie - Mali | 1-1   | CAN 2019 (groupe E)                                       |
| 15 juin 2021    | Radès (Tunisie)         | Tunisie - Mali | 1-0   | Match amical                                              |
| 12 janvier 2022 | Limbé (Cameroun)        | Tunisie - Mali | 0-1   | CAN 2021 (groupe F)                                       |
| 24 mars 2022    | Bamako (Mali)           | Mali - Tunisie | 0-1   | Éliminatoires de la coupe du monde 2022                   |
| 29 mars 2022    | Radès (Tunisie)         | Tunisie - Mali | 0-0   | Éliminatoires de la coupe du monde 2022                   |
| 20 janvier 2024 | Korhogo (Côte d'Ivoire) | Tunisie - Mali | 1-1   | CAN 2024 (groupe E)                                       |

Bilan
- Total de matchs disputés : 13
- Victoires du Mali : 4
- Victoires de la Tunisie : 6
- Matchs nuls : 3
- Total de buts marqués par le Mali : 10
- Total de buts marqués par la Tunisie : 12

### Maroc
Voici la liste des confrontations entre l'équipe du Maroc de football et l'équipe de Tunisie de football :
| Date              | Lieu               | Match           | Score                    | Compétition                                                                                  |
| ----------------- | ------------------ | --------------- | ------------------------ | -------------------------------------------------------------------------------------------- |
| 23 octobre 1957   | Beyrouth (Liban)   | Tunisie - Maroc | 1-3                      | Jeux panarabes de 1957 - Phase de groupes (3e match)                                         |
| 15 novembre 1959  | Tunis (Tunisie)    | Tunisie - Maroc | 2-0                      | Éliminatoires des JO 1960 - 1er tour : phase de groupes (2e match)                           |
| 27 décembre 1959  | Casablanca (Maroc) | Maroc - Tunisie | 3-1                      | Éliminatoires des JO 1960 - 1er tour : phase de groupes (4e match)                           |
| 30 octobre 1960   | Casablanca (Maroc) | Maroc - Tunisie | 2-1                      | Éliminatoires de la coupe du monde 1962 - 1er tour : match aller                             |
| 13 novembre 1960  | Tunis (Tunisie)    | Tunisie - Maroc | 2-1                      | Éliminatoires de la coupe du monde 1962 - 1er tour : match retour                            |
| 22 janvier 1961   | Palerme (Italie)   | Maroc - Tunisie | 1-1 a. p.                | Éliminatoires de la coupe du monde 1962 - 1er tour : match de barrage                        |
| 15 juin 1963      | Tunis (Tunisie)    | Tunisie - Maroc | 4-1                      | Éliminatoires de la coupe d'Afrique des nations 1963 - Tour qualificatif : match aller       |
| 2 juillet 1963    | Casablanca (Maroc) | Maroc - Tunisie | 4-2                      | Éliminatoires de la coupe d'Afrique des nations 1963 - Tour qualificatif : match retour      |
| 5 novembre 1967   | Casablanca (Maroc) | Maroc - Tunisie | 1-1                      | Éliminatoires des JO 1968 - 2e tour : match aller                                            |
| 26 novembre 1967  | Tunis (Tunisie)    | Tunisie - Maroc | 0-0                      | Éliminatoires des JO 1968 - 2e tour : match retour                                           |
| 27 avril 1969     | Tunis (Tunisie)    | Tunisie - Maroc | 0-0                      | Éliminatoires de la coupe du monde 1970 - 2e tour : match aller                              |
| 18 mai 1969       | Casablanca (Maroc) | Maroc - Tunisie | 0-0                      | Éliminatoires de la coupe du monde 1970 - 2e tour : match retour                             |
| 13 juin 1969      | Marseille (France) | Maroc - Tunisie | 2-2 a. p.                | Éliminatoires de la coupe du monde 1970 - 2e tour : match de barrage                         |
| 23 avril 1972     | Tunis (Tunisie)    | Tunisie - Maroc | 3-3                      | Éliminatoires des JO 1972 - 2e tour : phase de groupes (1er match)                           |
| 14 mai 1972       | Casablanca (Maroc) | Maroc - Tunisie | 0-0                      | Éliminatoires des JO 1972 - 2e tour : phase de groupes (3e match)                            |
| 31 août 1975      | Alger (Algérie)    | Maroc - Tunisie | 0-0                      | Jeux méditerranéens de 1975 (en) - Phase de groupes (3e match) (en)                          |
| 6 septembre 1975  | Alger (Algérie)    | Tunisie - Maroc | 1-1 a. p. (t. a. b. 4-3) | Jeux méditerranéens de 1975 (en) - Match de (3e place) (en)                                  |
| 30 novembre 1975  | Tunis (Tunisie)    | Tunisie - Maroc | 0-1                      | Éliminatoires des JO 1976 - 2e tour : match aller                                            |
| 14 décembre 1975  | Casablanca (Maroc) | Maroc - Tunisie | 1-0                      | Éliminatoires des JO 1976 - 2e tour : match retour                                           |
| 12 décembre 1976  | Casablanca (Maroc) | Maroc - Tunisie | 1-1                      | Éliminatoires de la coupe du monde 1978 - 1re tour : match aller                             |
| 9 janvier 1977    | Tunis (Tunisie)    | Tunisie - Maroc | 1-1 (t. a. b. 4-2)       | Éliminatoires de la coupe du monde 1978 - 1re tour : match retour                            |
| 6 mars 1978       | Kumasi (Ghana)     | Maroc - Tunisie | 1-1                      | CAN 1978 - Phase de groupes (1er match)                                                      |
| 8 juin 1980       | Tunis (Tunisie)    | Tunisie - Maroc | 0-1                      | Match amical                                                                                 |
| 20 septembre 1981 | Maroc              | Maroc - Tunisie | 2-2                      | Match amical                                                                                 |
| 7 aout 1985       | Rabat (Maroc)      | Tunisie - Maroc | 2-2                      | Jeux panarabes de 1985 - (Phase de groupes (2e match)                                        |
| 17 janvier 1988   | Tunis (Tunisie)    | Tunisie - Maroc | 1-0                      | Éliminatoires des JO 1988 - 3e tour : match aller                                            |
| 30 janvier 1988   | Rabat (Maroc)      | Maroc - Tunisie | 2-2                      | Éliminatoires des JO 1988 - texte=3e tour : match retour                                     |
| 22 janvier 1989   | Tunis (Tunisie)    | Tunisie - Maroc | 2-1                      | Éliminatoires de la coupe du monde 1990 - 2e tour : phase de groupes (2e match)              |
| 13 aout 1989      | Casablanca (Maroc) | Maroc - Tunisie | 0-0                      | Éliminatoires de la coupe du monde 1990 - 2e tour : phase de groupes (5e match)              |
| 20 décembre 1992  | Tunis (Tunisie)    | Tunisie - Maroc | 1-1                      | Éliminatoires de la coupe du monde 1994 - 1er tour : phase de groupes (3e match)             |
| 28 février 1993   | Casablanca (Maroc) | Maroc - Tunisie | 0-0                      | Éliminatoires de la coupe du monde 1994 - 1er tour : phase de groupes (6e match)             |
| 3 janvier 1996    | Rabat (Maroc)      | Maroc - Tunisie | 3-1                      | Match amical                                                                                 |
| 29 janvier 2000   | Lagos (Nigeria)    | Tunisie - Maroc | 0-0                      | CAN 2000 - Phase de groupes (2e match)                                                       |
| 13 janvier 2001   | Tunis (Tunisie)    | Tunisie - Maroc | 0-1                      | Éliminatoires de la coupe d'Afrique des nations 2002 - 2e tour : phase de groupes (3e match) |
| 24 mars 2001      | Rabat (Maroc)      | Maroc - Tunisie | 2-0                      | Éliminatoires de la coupe d'Afrique des nations 2002 - 2e tour : phase de groupes (4e match) |
| 11 octobre 2003   | Tunis (Tunisie)    | Tunisie - Maroc | 0-0                      | Match amical                                                                                 |
| 14 février 2004   | Radès (Tunisie)    | Tunisie - Maroc | 2-1                      | CAN 2004 - Finale                                                                            |
| 4 septembre 2004  | Rabat (Maroc)      | Maroc - Tunisie | 1-1                      | Éliminatoires de la coupe du monde 2006 - 2e tour : phase de groupes (4e match)              |
| 8 octobre 2005    | Radès (Tunisie)    | Tunisie - Maroc | 2-2                      | Éliminatoires de la coupe du monde 2006 - 2e tour : phase de groupes (10e match)             |
| 7 février 2007    | Rabat (Maroc)      | Maroc - Tunisie | 1-1                      | Match amical                                                                                 |
| 8 septembre 2010  |                    | Tunisie - Maroc | 1-1                      | Match amical                                                                                 |
| 23 janvier 2012   | Libreville (Gabon) | Tunisie - Maroc | 2-1                      | CAN 2012 - Phase de groupes (1er match)                                                      |
| 28 mars 2017      | Marrakech (Maroc)  | Maroc - Tunisie | 1-0                      | Match amical                                                                                 |
| 20 novembre 2018  | Radès (Tunisie)    | Tunisie - Maroc | 0-1                      | Match amical                                                                                 |

Bilan
- Total de matchs disputés : 44
- Victoires du Maroc : 12
- Victoires de la Tunisie : 8
- Matchs nuls : 24

En parallèle, le Maroc et la Tunisie sont les nations qui se sont le plus affrontées dans l’histoire du football africain.

### Maurice
Voici la liste des confrontations entre l'équipe de Maurice de football et l'équipe de Tunisie de football :
| Date             | Lieu            | Match             | Score | Compétition                                          |
| ---------------- | --------------- | ----------------- | ----- | ---------------------------------------------------- |
| 3 septembre 2006 | Maurice         | Maurice - Tunisie | 0-0   | Éliminatoires de la coupe d'Afrique des nations 2008 |
| 16 juin 2007     | Radès (Tunisie) | Tunisie - Maurice | 2-0   | Éliminatoires de la coupe d'Afrique des nations 2008 |

### Mauritanie
Voici la liste des confrontations entre l'équipe de Mauritanie de football et l'équipe de Tunisie de football :
| Date             | Lieu                    | Match                | Score | Compétition                                                            |
| ---------------- | ----------------------- | -------------------- | ----- | ---------------------------------------------------------------------- |
| 4 août 1985      | Rabat (Maroc)           | Tunisie - Mauritanie | 4-0   | Jeux panarabes 1985 (groupe A)                                         |
| 29 janvier 1995  | Tunis (Tunisie)         | Tunisie - Mauritanie | 1-0   | Éliminatoires de la coupe d'Afrique des nations 1996 (groupe 2)        |
| 30 juillet 1995  | Nouakchott (Mauritanie) | Mauritanie - Tunisie | 0-0   | Éliminatoires de la coupe d'Afrique des nations 1996 (groupe 2)        |
| 7 novembre 1995  | Radès (Tunisie)         | Tunisie - Mauritanie | 2-1   | Match amical                                                           |
| 7 avril 2000     | Nouakchott (Mauritanie) | Mauritanie - Tunisie | 1-2   | Tours préliminaires à la Coupe du monde 2002 (zone Afrique - groupe A) |
| 22 avril 2000    | Tunis (Tunisie)         | Tunisie - Mauritanie | 3-0   | Tours préliminaires à la Coupe du monde 2002 (zone Afrique - groupe A) |
| 13 novembre 2015 | Nouakchott (Mauritanie) | Mauritanie - Tunisie | 1-2   | Éliminatoires de la coupe du monde 2018 (zone Afrique - 2e tour)       |
| 17 novembre 2015 | Radès (Tunisie)         | Tunisie - Mauritanie | 2-1   | Éliminatoires de la coupe du monde 2018 (zone Afrique - 2e tour)       |
| 15 novembre 2016 | Gabès (Tunisie)         | Tunisie - Mauritanie | 0-0   | Match amical                                                           |
| 2 juillet 2019   | Suez (Égypte)           | Mauritanie - Tunisie | 0-0   | CAN 2019 (groupe E)                                                    |
| 5 septembre 2019 | Radès (Tunisie)         | Tunisie - Mauritanie | 1-0   | Match amical                                                           |
| 7 octobre 2021   | Radès (Tunisie)         | Tunisie - Mauritanie | 3-0   | Éliminatoires de la coupe du monde 2022 (zone Afrique - 2e tour)       |
| 10 octobre 2021  | Nouakchott (Mauritanie) | Mauritanie - Tunisie | 0-0   | Éliminatoires de la coupe du monde 2022 (zone Afrique - 2e tour)       |
| 30 novembre 2021 | Al Rayyan (Qatar)       | Tunisie - Mauritanie | 5-1   | Coupe arabe de la FIFA 2021 (groupe B)                                 |
| 12 janvier 2022  | Limbé (Cameroun)        | Tunisie - Mauritanie | 4-0   | CAN 2021 (groupe F)                                                    |

Bilan
- Total de matchs disputés : 15
- Victoires de la Tunisie : 11
- Victoires de la Mauritanie : 0
- Matchs nuls : 4
- Total de buts marqués par la Tunisie : 29
- Total de buts marqués par la Mauritanie : 5

## N

### Namibie
Voici la liste des confrontations entre l'équipe de Namibie de football et l'équipe de Tunisie de football :
| Date            | Lieu                    | Match             | Score | Compétition                             |
| --------------- | ----------------------- | ----------------- | ----- | --------------------------------------- |
| 5 avril 1997    | Windhoek (Namibie)      | Namibie - Tunisie | 1-2   | Éliminatoires de la coupe du monde 1998 |
| 16 août 1997    | Tunis (Tunisie)         | Tunisie - Namibie | 4-0   | Éliminatoires de la coupe du monde 1998 |
| 16 janvier 2024 | Korhogo (Côte d'Ivoire) | Tunisie - Namibie | 0-1   | CAN 2024 (groupe E)                     |

Bilan
- Total de matchs disputés : 3
- Victoires de la Namibie : 1
- Victoires de la Tunisie : 2
- Matchs nuls : 0

### Nigeria
Voici la liste des confrontations entre l'équipe du Nigeria de football et l'équipe de Tunisie de football :
| Date              | Lieu                            | Match             | Score              | Compétition                                         |
| ----------------- | ------------------------------- | ----------------- | ------------------ | --------------------------------------------------- |
| 25 novembre 1961  | Lagos (Nigeria)                 | Nigeria - Tunisie | 2-1                | Éliminatoires de la CAN 1962                        |
| 10 décembre 1961  | Tunis (Tunisie)                 | Tunisie - Nigeria | 2-2                | Éliminatoires de la CAN 1963                        |
| 25 septembre 1977 | Tunis (Tunisie)                 | Tunisie - Nigeria | 0-0                | Éliminatoires de la coupe du monde 1978             |
| 12 novembre 1977  | Lagos (Nigeria)                 | Nigeria - Tunisie | 0-1                | Éliminatoires de la coupe du monde 1978             |
| 16 mars 1978      | Accra (Ghana)                   | Tunisie - Nigeria | 1-1                | CAN 1978 (demi-finales)                             |
| 29 juin 1980      | Tunis (Tunisie)                 | Tunisie - Nigeria | 2-0                | Éliminatoires de la coupe du monde 1982             |
| 12 juillet 1980   | Lagos (Nigeria)                 | Nigeria - Tunisie | 2-0 (4-3 t. a. b.) | Éliminatoires de la coupe du monde 1982             |
| 26 septembre 1984 | Tunis (Tunisie)                 | Tunisie - Nigeria | 5-0                | Match amical                                        |
| 7 juillet 1985    | Lagos (Nigeria)                 | Nigeria - Tunisie | 1-0                | Éliminatoires de la coupe du monde 1986             |
| 21 juillet 1985   | Tunis (Tunisie)                 | Tunisie - Nigeria | 2-0                | Éliminatoires de la coupe du monde 1986             |
| 15 janvier 1992   | Tunis (Tunisie)                 | Tunisie - Nigeria | 1-1 (1-3 t. a. b.) | Coupe du Conseil supérieur du sport en Afrique      |
| 9 août 1997       | Tunis (Tunisie)                 | Tunisie - Nigeria | 2-0                | Tournoi doté de la LG Cup                           |
| 23 janvier 2000   | Lagos (Nigeria)                 | Nigeria - Tunisie | 4-2                | CAN 2000                                            |
| 11 février 2004   | Radès (Tunisie)                 | Tunisie - Nigeria | 1-1 (5-4 t. a. b.) | CAN 2004                                            |
| 4 février 2006    | Port-Saïd (Égypte)              | Nigeria - Tunisie | 1-1 (6-5 t. a. b.) | CAN 2006                                            |
| 20 juin 2009      | Radès (Tunisie)                 | Tunisie - Nigeria | 0-0                | Éliminatoires de la coupe du monde 2010 et CAN 2010 |
| 6 septembre 2009  | Abuja (Nigeria)                 | Nigeria - Tunisie | 2-2                | Éliminatoires de la coupe du monde 2010 et CAN 2010 |
| 17 juillet 2019   | Le Caire (Égypte)               | Tunisie - Nigeria | 0-1                | CAN 2019 (match pour la 3e place)                   |
| 13 octobre 2020   | St. Veit an der Glan (Autriche) | Nigeria - Tunisie | 1-1                | Match amical                                        |
| 23 janvier 2022   | Garoua (Cameroun)               | Nigeria - Tunisie | 0-1                | CAN 2021 (huitièmes de finale)                      |

Bilan
- Total de matchs disputés : 20
- Victoires de la Tunisie : 8
- Victoires du Nigeria : 8
- Matchs nuls : 4

### Norvège
| Date            | Lieu              | Match             | Score | Compétition  |
| --------------- | ----------------- | ----------------- | ----- | ------------ |
| 7 novembre 1990 | Bizerte (Tunisie) | Tunisie - Norvège | 1-3   | Match amical |
| 27 mars 2002    | Tunis (Tunisie)   | Tunisie - Norvège | 0-0   | Match amical |

Bilan
- Total de matchs disputés : 2
- Victoires de la Norvège : 1
- Matchs nuls : 1
- Victoires de la Tunisie : 0
- Total de buts marqués par la Norvège : 3
- Total de buts marqués par la Tunisie : 1

## O

### Oman
Voici la liste des confrontations entre l'équipe d'Oman de football et l'équipe de Tunisie de football en matchs officiels :
| Date             | Lieu              | Match          | Score | Compétition                                   |
| ---------------- | ----------------- | -------------- | ----- | --------------------------------------------- |
| 10 décembre 2021 | Al Rayyan (Qatar) | Tunisie - Oman | 2-1   | Coupe arabe de la FIFA 2021 (quart de finale) |

Bilan
- Total de matchs disputés : 1
- Victoires du Oman : 0
- Victoires de la Tunisie : 1
- Matchs nuls : 0

## P

### Panama
Voici la liste des confrontations entre l'équipe du Panama de football et l'équipe de Tunisie de football en matchs officiels :
| Date         | Lieu             | Match            | Score | Compétition                    |
| ------------ | ---------------- | ---------------- | ----- | ------------------------------ |
| 28 juin 2018 | Saransk (Russie) | Panama - Tunisie | 1-2   | Coupe du monde 2018 (groupe G) |

Bilan
- Total de matchs disputés : 1
- Victoires du Panama : 0
- Victoires de la Tunisie : 1
- Matchs nuls : 0

### Pays-Bas
Voici la liste des confrontations entre l'équipe des Pays-Bas de football et l'équipe de Tunisie de football en matchs officiels :

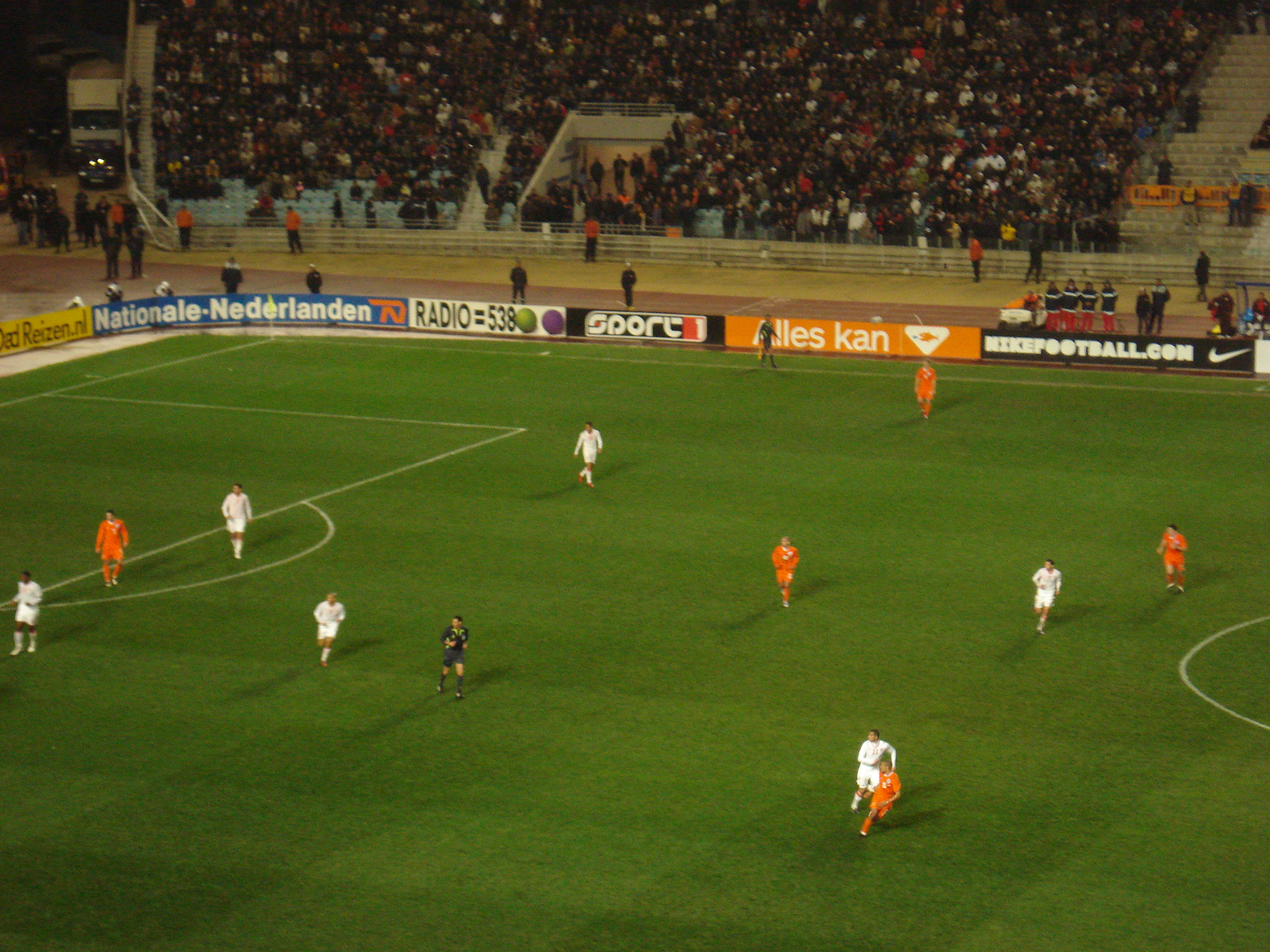
Équipes des Pays-Bas et de Tunisie en 2009.

| Date            | Lieu            | Match              | Score | Compétition  |
| --------------- | --------------- | ------------------ | ----- | ------------ |
| 5 avril 1978    | Tunis (Tunisie) | Tunisie - Pays-Bas | 0-4   | Match amical |
| 19 janvier 1994 | Tunis (Tunisie) | Tunisie - Pays-Bas | 2-2   | Match amical |
| 11 février 2009 | Radès (Tunisie) | Tunisie - Pays-Bas | 1-1   | Match amical |

Bilan
- Total de matchs disputés : 3
- Victoires de la Tunisie : 0
- Victoires des Pays-Bas : 1
- Matchs nuls : 2

### Pays de Galles
Voici la liste des confrontations entre l'équipe de Tunisie de football et l'équipe du pays de Galles de football en matchs officiels :
| Date        | Lieu            | Match                    | Score | Compétition  |
| ----------- | --------------- | ------------------------ | ----- | ------------ |
| 6 juin 1998 | Tunis (Tunisie) | Tunisie - Pays de Galles | 4-0   | Match amical |

Bilan
- Total de matchs disputés : 1
- Victoires de la Tunisie : 1
- Victoires du Pays de Galles : 0
- Matchs nuls : 0

### Pologne
Voici la liste des confrontations entre l'équipe de Pologne de football et l'équipe de Tunisie de football en matchs officiels :
| Date            | Lieu                | Match             | Score | Compétition         |
| --------------- | ------------------- | ----------------- | ----- | ------------------- |
| 26 août 1960    | Rome (Italie)       | Pologne - Tunisie | 6-1   | Tournoi olympique   |
| 6 juin 1978     | Rosario (Argentine) | Pologne - Tunisie | 1-0   | Coupe du monde 1978 |
| 18 février 1979 | Tunis (Tunisie)     | Tunisie - Pologne | 0-2   | Match amical        |
| 8 décembre 1985 | Radès (Tunisie)     | Tunisie - Pologne | 1-0   | Match amical        |

Bilan
- Total de matchs disputés : 4
- Victoires de la Pologne : 3
- Victoires de la Tunisie : 1
- Matchs nuls : 0

### Portugal
Voici la liste des confrontations entre l'équipe du Portugal de football et l'équipe de Tunisie de football en matchs officiels :
| Date            | Lieu                | Match              | Score | Compétition  |
| --------------- | ------------------- | ------------------ | ----- | ------------ |
| 12 octobre 2002 | Lisbonne (Portugal) | Portugal - Tunisie | 1-1   | Match amical |
| 28 mai 2018     | Braga (Portugal)    | Portugal - Tunisie | 2-2   | Match amical |

Bilan
- Total de matchs disputés : 2
- Victoires du Portugal : 0
- Victoires de la Tunisie : 0
- Matchs nuls : 2

## R

### République centrafricaine
Voici la liste des confrontations entre l'équipe de République centrafricaine de football et l'équipe de Tunisie de football en matchs officiels :
| Date        | Lieu             | Match                               | Score | Compétition  |
| ----------- | ---------------- | ----------------------------------- | ----- | ------------ |
| 29 mai 2011 | Sousse (Tunisie) | Tunisie - République centrafricaine | 3-0   | Match amical |

Bilan
- Total de matchs disputés : 1
- Victoires de la République centrafricaine : 0
- Victoires de la Tunisie : 1
- Matchs nuls : 0

### RD Congo
Voici la liste des confrontations entre l'équipe de république démocratique du Congo de football et l'équipe de Tunisie de football :
| Date               | Lieu                          | Match              | Score | Compétition                             |
| ------------------ | ----------------------------- | ------------------ | ----- | --------------------------------------- |
| 30 mars 1994       | Tunis (Tunisie)               | Tunisie - Zaïre    | 1-1   | CAN 1994 (groupe A)                     |
| 28 janvier 2004    | Radès (Tunisie)               | Tunisie - RD Congo | 3-0   | CAN 2004 (groupe A)                     |
| 26 janvier 2015    | Ebebiyín (Guinée équatoriale) | RD Congo - Tunisie | 1-1   | CAN 2015 (groupe B)                     |
| 1er septembre 2017 | Radès (Tunisie)               | Tunisie - RD Congo | 2-1   | Éliminatoires de la coupe du monde 2018 |
| 5 septembre 2017   | Kinshasa (RD Congo)           | RD Congo - Tunisie | 2-2   | Éliminatoires de la coupe du monde 2018 |
| 5 juin 2021        | Radès (Tunisie)               | Tunisie - RD Congo | 1-0   | Match amical                            |

Bilan
- Total de matchs disputés : 6
- Victoires de la RD Congo : 0
- Victoires de la Tunisie : 3
- Matchs nuls : 3

### Russie
Voici la liste des confrontations entre les équipes d'URSS et de Russie de football et l'équipe de Tunisie de football :
| Date         | Lieu            | Match          | Score | Compétition  |
| ------------ | --------------- | -------------- | ----- | ------------ |
| 20 mars 1977 | Tunis (Tunisie) | Tunisie - URSS | 0-3   | Match amical |

| Date        | Lieu         | Match            | Score | Compétition                            |
| ----------- | ------------ | ---------------- | ----- | -------------------------------------- |
| 5 juin 2002 | Kobe (Japon) | Tunisie - Russie | 0-2   | Coupe du monde 2002 (phase de groupes) |

Bilan
- Total de matchs disputés : 2
- Victoires de la Russie : 2
- Victoires de la Tunisie : 0
- Matchs nuls : 0

## S

### Sénégal
Voici la liste des confrontations entre l'équipe du Sénégal de football et l'équipe de Tunisie de football :
| Date             | Lieu                 | Match             | Score               | Compétition                                             |
| ---------------- | -------------------- | ----------------- | ------------------- | ------------------------------------------------------- |
| 20 avril 1963    | Dakar (Sénégal)      | Sénégal - Tunisie | 1-1 (corners : 9-4) | Jeux de l'Amitié 1963 (finale)                          |
| 14 novembre 1965 | Tunis (Tunisie)      | Tunisie - Sénégal | 0-0                 | CAN 1965 (1er tour)                                     |
| 26 décembre 1979 | Tunisie              | Tunisie - Sénégal | 3-1                 | Match amical                                            |
| 5 avril 1980     | Sénégal              | Sénégal - Tunisie | 0-2                 | Match amical                                            |
| 12 avril 1981    | Tunisie              | Tunisie - Sénégal | 1-0                 | Qualifications pour la coupe d'Afrique des nations 1982 |
| 26 avril 1981    | Sénégal              | Sénégal - Tunisie | 0-0                 | Qualifications pour la coupe d'Afrique des nations 1982 |
| 8 août 1987      | Nairobi (Kenya)      | Sénégal - Tunisie | 1-0                 | Jeux africains 1987 (match pour la 7e place)            |
| 2 juillet 1989   | Dakar (Sénégal)      | Sénégal - Tunisie | 3-0                 | Qualifications pour la coupe d'Afrique des nations 1990 |
| 16 juillet 1989  | Tunis (Tunisie)      | Tunisie - Sénégal | 0-1                 | Qualifications pour la coupe d'Afrique des nations 1990 |
| 7 janvier 1995   | Ziguinchor (Sénégal) | Sénégal - Tunisie | 0-0                 | Qualifications pour la coupe d'Afrique des nations 1996 |
| 15 juillet 1995  | Tunis (Tunisie)      | Tunisie - Sénégal | 4-0                 | Qualifications pour la coupe d'Afrique des nations 1996 |
| 26 mai 1996      | Tunisie              | Tunisie - Sénégal | 2-0                 | Match amical                                            |
| 11 juin 2000     | Tunisie              | Tunisie - Sénégal | 4-0                 | Match amical                                            |
| 31 janvier 2002  | Kayes (Mali)         | Sénégal - Tunisie | 0-0                 | CAN 2002 (1er tour)                                     |
| 30 avril 2003    | Gafsa (Tunisie)      | Tunisie - Sénégal | 1-0                 | Match amical                                            |
| 7 avril 2004     | Radès (Tunisie)      | Tunisie - Sénégal | 1-0                 | CAN 2004 (quarts de finale)                             |
| 23 janvier 2008  | Tamale (Ghana)       | Tunisie - Sénégal | 2-2                 | CAN 2008 (1er tour)                                     |
| 10 octobre 2014  | Dakar (Sénégal)      | Sénégal - Tunisie | 0-0                 | Qualifications pour la coupe d'Afrique des nations 2015 |
| 15 octobre 2014  | Monastir (Tunisie)   | Tunisie - Sénégal | 1-0                 | Qualifications pour la coupe d'Afrique des nations 2015 |
| 15 janvier 2017  | Franceville (Gabon)  | Tunisie - Sénégal | 0-2                 | CAN 2017 (1er tour)                                     |
| 14 juillet 2019  | Le Caire (Égypte)    | Sénégal - Tunisie | 1-0 (a. p.)         | CAN 2019 (demi-finale)                                  |

Bilan
- Total de matchs disputés : 21
- Victoires du Sénégal : 5
- Victoires de la Tunisie : 9
- Matchs nuls : 7

### Serbie-et-Monténégro
Voici la liste des confrontations entre l'équipe de Serbie-et-Monténégro de football et l'équipe de Tunisie de football :
| Date          | Lieu            | Match                          | Score | Compétition  |
| ------------- | --------------- | ------------------------------ | ----- | ------------ |
| 1er mars 2006 | Radès (Tunisie) | Tunisie - Serbie-et-Monténégro | 0-1   | Match amical |

Bilan
- Total de matchs disputés : 1
- Victoires de la Serbie-et-Monténégro : 1
- Victoires de la Tunisie : 0
- Matchs nuls : 0

### Seychelles
Voici la liste des confrontations entre l'équipe des Seychelles de football et l'équipe de Tunisie de football :
| Date            | Lieu                  | Match                | Score | Compétition                                          |
| --------------- | --------------------- | -------------------- | ----- | ---------------------------------------------------- |
| 24 mars 2007    | Victoria (Seychelles) | Seychelles - Tunisie | 0-3   | Éliminatoires de la coupe d'Afrique des nations 2008 |
| 2 juin 2007     | Radès (Tunisie)       | Tunisie - Seychelles | 4-0   | Éliminatoires de la coupe d'Afrique des nations 2008 |
| 7 juin 2008     | Victoria (Seychelles) | Seychelles - Tunisie | 0-2   | Éliminatoires de la coupe du monde 2010              |
| 11 octobre 2008 | Radès (Tunisie)       | Tunisie - Seychelles | 5-0   | Éliminatoires de la coupe du monde 2010              |

### Sierra Leone
Voici la liste des confrontations entre l'équipe de Sierra Leone de football et l'équipe de Tunisie de football :
| Date             | Lieu                    | Match                  | Score | Compétition                                                      |
| ---------------- | ----------------------- | ---------------------- | ----- | ---------------------------------------------------------------- |
| 6 octobre 1996   | Tunis (Tunisie)         | Tunisie - Sierra Leone | 2-0   | Éliminatoires de la coupe d'Afrique des nations 1998 (groupe 4)  |
| 8 septembre 2012 | Freetown (Sierra Leone) | Sierra Leone - Tunisie | 2-2   | Éliminatoires de la coupe d'Afrique des nations 2013 (2e tour)   |
| 13 octobre 2012  | Monastir (Tunisie)      | Tunisie - Sierra Leone | 0-0   | Éliminatoires de la coupe d'Afrique des nations 2013 (2e tour)   |
| 23 mars 2013     | Radès (Tunisie)         | Tunisie - Sierra Leone | 2-1   | Éliminatoires de la coupe du monde 2014 : zone Afrique, groupe B |
| 8 juin 2013      | Freetown (Sierra Leone) | Sierra Leone - Tunisie | 2-2   | Éliminatoires de la coupe du monde 2014 : zone Afrique, groupe B |

Bilan
- Total de matchs disputés : 5
- Victoires de la Sierra Leone : 0
- Victoires de la Tunisie : 2
- Matchs nuls : 3
- Total de buts marqués par la Sierra Leone : 5
- Total de buts marqués par la Tunisie : 8

### Somalie
Voici la liste des confrontations entre l'équipe de Somalie de football et l'équipe de Tunisie de football :
| Date         | Lieu          | Match             | Score | Compétition                    |
| ------------ | ------------- | ----------------- | ----- | ------------------------------ |
| 10 août 1985 | Rabat (Maroc) | Somalie - Tunisie | 0-1   | Jeux panarabes 1985 (groupe A) |

Bilan
- Total de matchs disputés : 1
- Victoires de la Somalie : 0
- Victoires de la Tunisie : 1
- Matchs nuls : 0
- Total de buts marqués par la Somalie : 0
- Total de buts marqués par la Tunisie : 1

### Soudan
Voici la liste des confrontations entre l'équipe du Soudan de football et l'équipe de Tunisie de football :
| Date           | Lieu            | Match            | Score | Compétition  |
| -------------- | --------------- | ---------------- | ----- | ------------ |
| 9 octobre 2020 | Radès (Tunisie) | Tunisie - Soudan | 3-0   | Match amical |

Bilan
- Total de matchs disputés : 1
- Victoires du Soudan : 0
- Victoires de la Tunisie : 1
- Matchs nuls : 0

### Suisse
Voici la liste des confrontations entre l'équipe de Suisse de football et l'équipe de Tunisie de football :
| Date             | Lieu             | Match            | Score | Compétition  |
| ---------------- | ---------------- | ---------------- | ----- | ------------ |
| 17 mars 1993     | Tunis (Tunisie)  | Tunisie - Suisse | 0-1   | Match amical |
| 15 novembre 2000 | Tunis (Tunisie)  | Tunisie - Suisse | 1-1   | Match amical |
| 14 novembre 2012 | Sousse (Tunisie) | Tunisie - Suisse | 1-2   | Match amical |

Bilan
- Total de matchs disputés : 3
- Victoires de la Suisse : 2
- Victoires de la Tunisie : 0
- Matchs nuls : 1

### Syrie
Voici la liste des confrontations entre l'équipe de Syrie de football et l'équipe de Tunisie de football :
| Date            | Lieu            | Match           | Score | Compétition                            |
| --------------- | --------------- | --------------- | ----- | -------------------------------------- |
| 3 décembre 2021 | Al-Khor (Qatar) | Syrie - Tunisie | 2-0   | Coupe arabe de la FIFA 2021 (groupe B) |

Bilan
- Total de matchs disputés : 1
- Victoires de la Syrie : 1
- Victoires de la Tunisie : 0
- Matchs nuls : 0

## T

### Tanzanie
Voici la liste des confrontations entre l'équipe de Tanzanie de football et l'équipe de Tunisie de football :
| Date             | Lieu                    | Match              | Score | Compétition                                          |
| ---------------- | ----------------------- | ------------------ | ----- | ---------------------------------------------------- |
| 13 novembre 2020 | Radès (Tunisie)         | Tanzanie - Tunisie | 0-1   | Éliminatoires de la coupe d'Afrique des nations 2021 |
| 17 novembre 2020 | Dar es Salam (Tanzanie) | Tunisie - Tanzanie | 1-1   | Éliminatoires de la coupe d'Afrique des nations 2021 |

Bilan
- Total de matchs disputés : 2
- Victoires de la Tanzanie : 0
- Victoires de la Tunisie : 1
- Matchs nuls : 1

### Turquie
Voici la liste des confrontations entre l'équipe de Turquie de football et l'équipe de Tunisie de football :
| Date          | Lieu            | Match             | Score | Compétition  |
| ------------- | --------------- | ----------------- | ----- | ------------ |
| 1er juin 2018 | Genève (Suisse) | Tunisie - Turquie | 2-2   | Match amical |

Bilan
- Total de matchs disputés : 1
- Victoires de la Turquie : 0
- Victoires de la Tunisie : 0
- Matchs nuls : 1

## U

### Ukraine
Voici la liste des confrontations entre l'équipe d'Ukraine de football et l'équipe de Tunisie de football en matchs officiels :

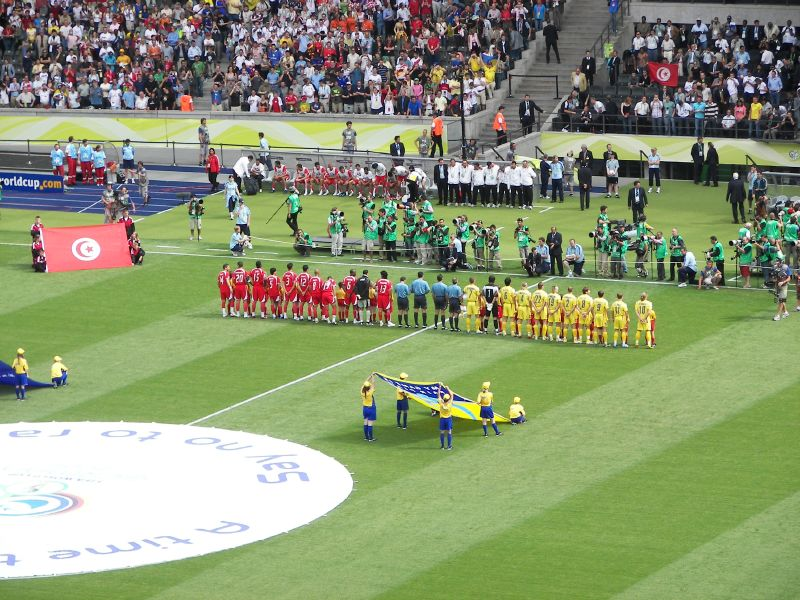
Équipes de Tunisie et d'Ukraine le 19 juin 2006.

| Date         | Lieu               | Match             | Score | Compétition                    |
| ------------ | ------------------ | ----------------- | ----- | ------------------------------ |
| 23 juin 2006 | Berlin (Allemagne) | Ukraine - Tunisie | 1-0   | Coupe du monde 2006 (groupe H) |

Bilan
- Total de matchs disputés : 1
- Victoires de la Tunisie : 0
- Victoires de l'Ukraine : 1
- Matchs nuls : 0

### Uruguay
Voici la liste des confrontations entre l'équipe d'Uruguay de football et l'équipe de Tunisie de football en matchs officiels :
| Date        | Lieu            | Match             | Score              | Compétition  |
| ----------- | --------------- | ----------------- | ------------------ | ------------ |
| 2 juin 2006 | Radès (Tunisie) | Tunisie - Uruguay | 0-0 (t. a. b. 1-3) | Match amical |

Bilan
- Total de matchs disputés : 1
- Victoires de l'Uruguay : 0
- Victoires de la Tunisie : 0
- Matchs nuls : 1

## Z

### Zimbabwe
Voici la liste des confrontations entre l'équipe du Zimbabwe de football et l'équipe de Tunisie de football :
| Date            | Lieu               | Match              | Score | Compétition         |
| --------------- | ------------------ | ------------------ | ----- | ------------------- |
| 23 janvier 2017 | Libreville (Gabon) | Zimbabwe - Tunisie | 2-4   | CAN 2017 (1er tour) |

Bilan
- Total de matchs disputés : 1
- Victoires du Zimbabwe : 0
- Victoires de la Tunisie : 1
- Matchs nuls : 0